# Malerei

Las Meninas (1656), ein berühmtes Gemälde von Diego Velázquez

Malerei ist die Kunst, Bilder zu malen. Die Bilder werden Gemälde genannt. Die Maltechnik besteht darin, feuchte Farben mittels Pinsel, Spachtel oder anderer Werkzeuge auf einen Malgrund aufzubringen. Nicht zu den Maltechniken gerechnet werden in der Regel Drucktechniken, auch wenn dabei mit feuchter Farbe gearbeitet wird. Ausführende der Malerei werden als Maler oder Kunstmaler bezeichnet. Die Malerei zählt neben der Architektur, der Bildhauerei, der Grafik und der Zeichnung zu den klassischen Gattungen der bildenden Kunst.
Neben der Tafel- und Wandmalerei unterscheidet man ferner die Glas- und Buchmalerei sowie die Malerei auf Ton, Keramik oder sonstigen Untergründen (Papier, Kunststoff).
Die Malerei kann auf eine lange Geschichte zurückblicken. Älteste Zeugnisse der Malerei sind unter anderem Höhlen- und Felsmalereien in Europa, Amerika, Asien und Australien.

## Maltechniken
Die bevorzugten Maltechniken im Altertum waren die Enkaustik und die Temperamalerei. Es wurde auf Holz, Ton (Vasenmalerei), Stein oder auf den frischen Putz gemalt (siehe Freskenmalerei). Aufgrund der geringen Menge von archäologischen Zeugnissen lässt sich das Farbenspektrum der Antike nur sehr unzureichend rekonstruieren. Es wurde jedoch beobachtet, dass sich die Farben Rot und Blau am besten erhalten haben.
Weitere Beispiele für Maltechniken, die im Laufe der Geschichte zum Einsatz kamen, sind die Freskomalerei, Temperamalerei, Ölmalerei, Aquarellmalerei und Gouachemalerei. In der modernen Malerei erweitern neuentwickelte Bindemittel ständig die Ausdrucksmöglichkeiten. Eine Alternative oder Ergänzung zur Ölfarbe ist die um 1960 für die künstlerische Verwendung in Europa eingeführte Acrylfarbe, die schnell trocknet und dabei ihre Leuchtkraft behält.
Normalerweise wird mit der Hand gemalt. Es gibt aber auch Künstler, die mit dem Mund oder dem Fuß malen (siehe Vereinigung der mund- und fussmalenden Künstler).

## Geschichte

### Vorgeschichte

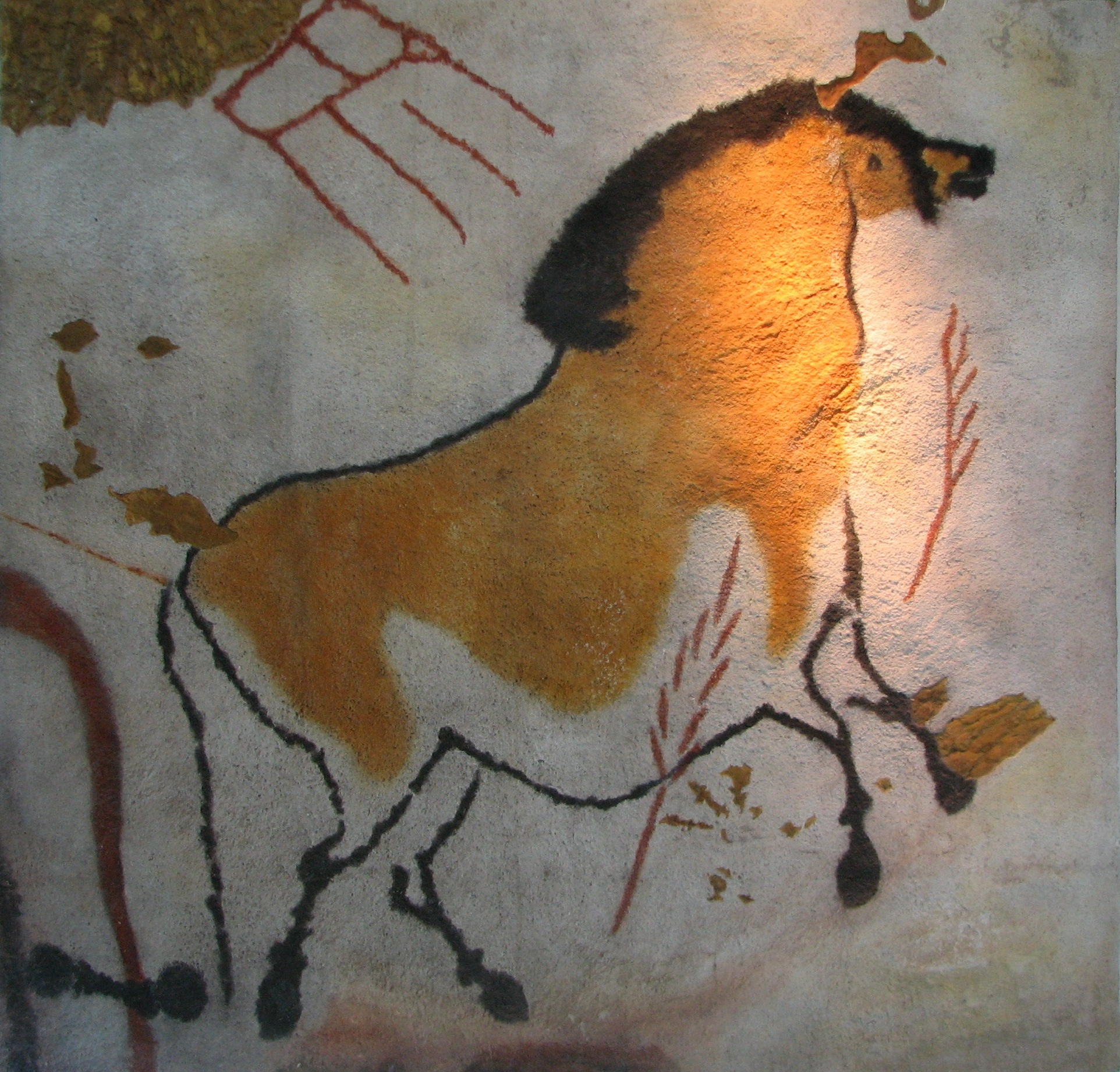
Höhlenmalerei aus Lascaux

Das älteste Zeugnis der Malerei sind die Höhlenmalereien mit Tierdarstellungen aus der letzten Eiszeit und dem Jungpaläolithikum. Diese Malereien und Zeichnungen, daneben aber auch Reliefs und Plastiken, sind als künstlerische Ausdrucksformen aus der Zeit von etwa 45.000 bis 10.000 v. Chr. bekannt. Die ältesten bekannten Höhlenmalereien wurden in den Höhlen im Maros-Pangkep Karst auf Sulawesi in Indonesien entdeckt, sie sind etwa 40.000 bis 45.500 Jahre alt. Europäische Höhlenmalereien wurden vor allem in Spanien und Frankreich entdeckt (frankokantabrische Höhlenkunst). Dazu zählen die im Jahr 1940 entdeckten Wandbilder in der Höhle von Lascaux in Südfrankreich, die meist Tiermotive zeigen: Rinder, Hirsche und Pferde wurden in beeindruckender Weise dargestellt und gehören damit zu den ältesten bekannten malerischen Motiven der Menschheit.
Auch aus Afrika, Asien und Australien sind frühe Fels- und Höhlenmalereien bekannt. Im Nahen Osten gibt es schon für das Neolithikum zahlreiche Belege für frühe Malereien. Hier ist vor allem das Aufkommen von bemalter Keramik und die Wandmalerei zu nennen. Zahlreiche Reste prähistorischer Wandmalereien fanden sich im kleinasiatischen Çatalhöyük und datieren um 6000 v. Chr.

### Europa

#### Altertum

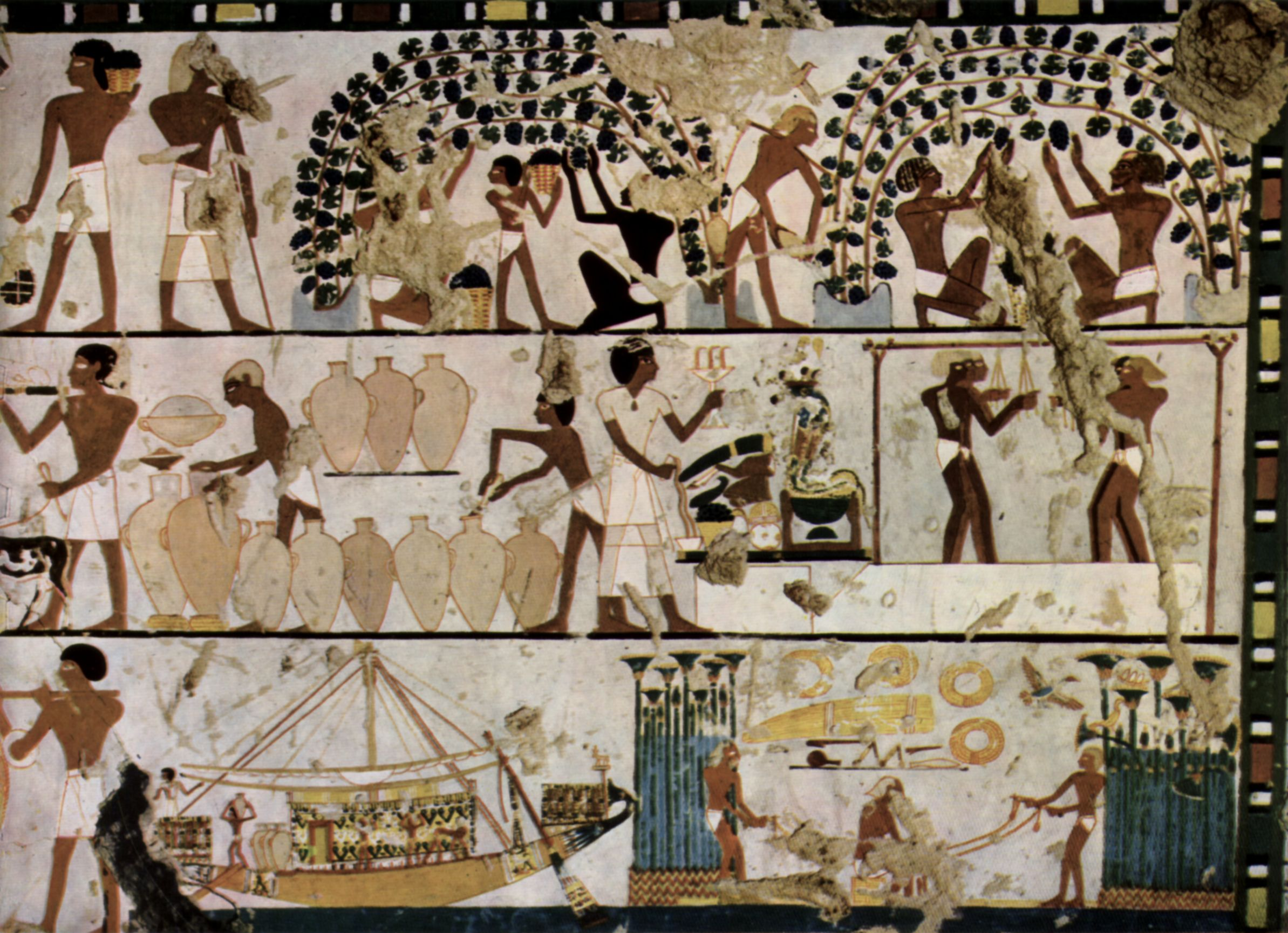
Ägyptische Malerei um 1500 v. Chr.

In den Kulturen des Alten Orients war die Malerei, und wohl besonders die Wandmalerei, ab 10.000 v. Chr. weit verbreitet, doch ist relativ wenig davon erhalten geblieben. Einige Beispiele stammen aus dem Palast von Mari, während aus den Palästen der Hethiter lediglich Fragmente existieren, die aber kaum ein Bild der einst vorhandenen Bemalung erlauben. Von den Assyrern sind schließlich weitere Beispiele, vor allem von Wandmalerei, bekannt. Späteren Datums sind die Wandmalereien des alten Ägyptens (ab 3000 v. Chr.) und die minoische Freskomalerei auf Kreta (ab 2000 v. Chr.). Die Malerei der alten Ägypter ist vor allem von Wandmalereien aus Grabkapellen, von Särgen und von der Bemalung von Totenbüchern bekannt.
Im dritten Jahrhundert n. Chr. bezeichnete der griechische Schriftsteller Philostratos die Malerei als eine Erfindung der Götter (Eikones 1). Durch diese und andere Aussagen antiker Autoren ist bezeugt, dass die Malerei besonders hoch angesehen war, höher sogar als die Bildhauerei. In dem antiken Griechenland wurde als Bildträger hauptsächlich Holz verwendet, außerdem Stein, Ton und Stuck. Die Verwendung von Elfenbein, Glas und Leinwand tritt kaum auf, jedoch sind nur wenige Reste der antiken griechischen Malerei erhalten. Nach dem Untergang der minoisch-mykenischen Kultur mit ihrer qualitätvollen Freskomalerei (zum Beispiel in Knossos) setzte die griechische Wandmalerei erst wieder im achten Jahrhundert v. Chr. ein.
Die Anzahl und die Art der archäologischen Zeugnisse der römischen Malerei unterscheiden sich wesentlich von der griechischen Malerei. Erhalten sind zahlreiche Zeugnisse römischer Wandmalerei, wobei es offensichtlich ein römisches Phänomen ist und nicht etwa nur Zufall der Überlieferungssituation. Plinius der Ältere beklagt in seiner Naturalis historia (35,118) den weitgehenden Wechsel von der Tafel- zur Wandmalerei. Viele dieser Fresken stammen aus den im Jahre 79 n. Chr. verschütteten Städten Pompeji und Herculaneum.

Wandmalerei der römischen Antike
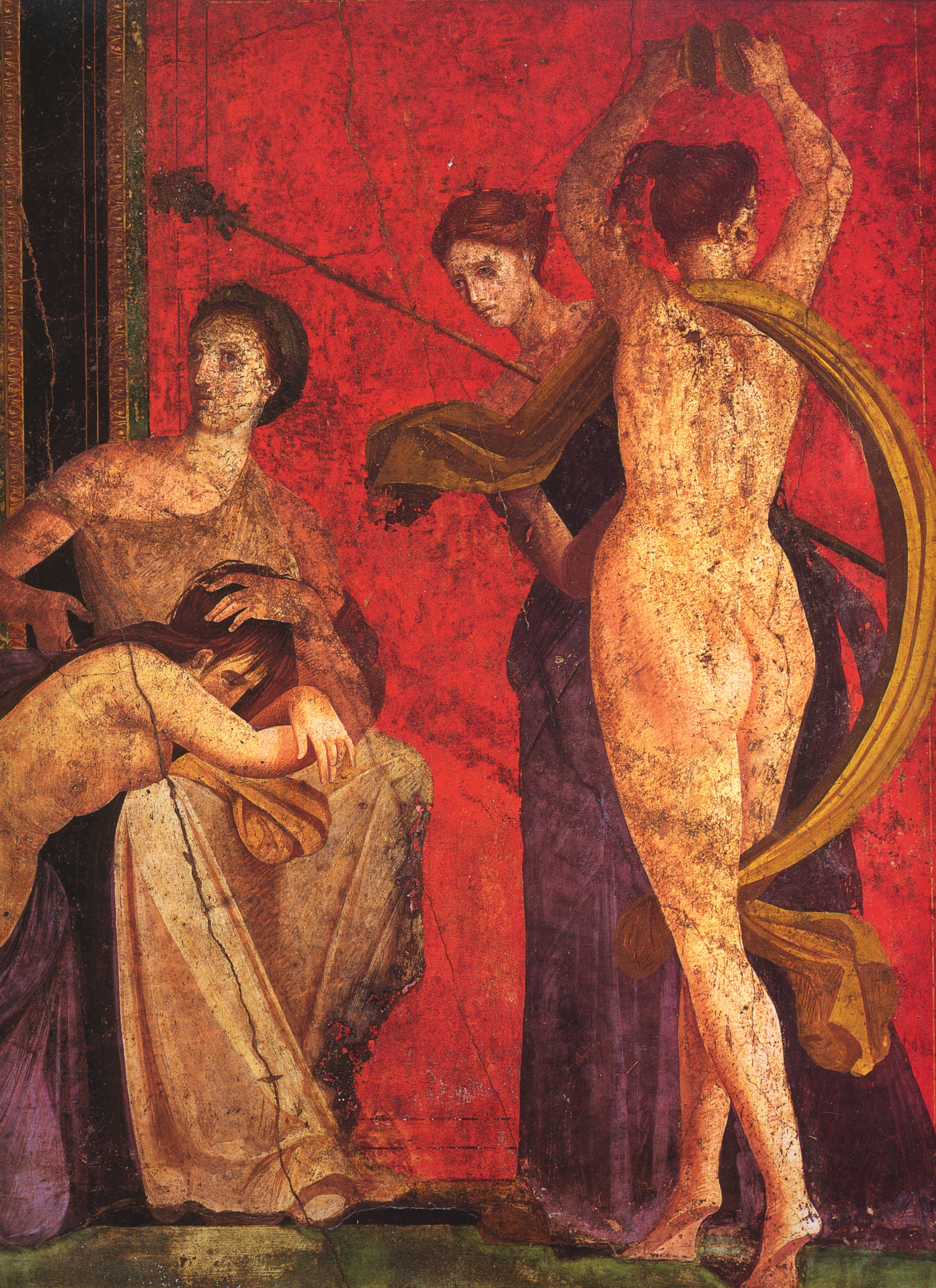
Fresko aus der Villa dei Misteri, Pompeji
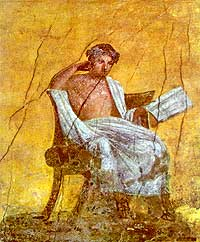
Menandros, Fresko aus dem Haus des Menander, Pompeji
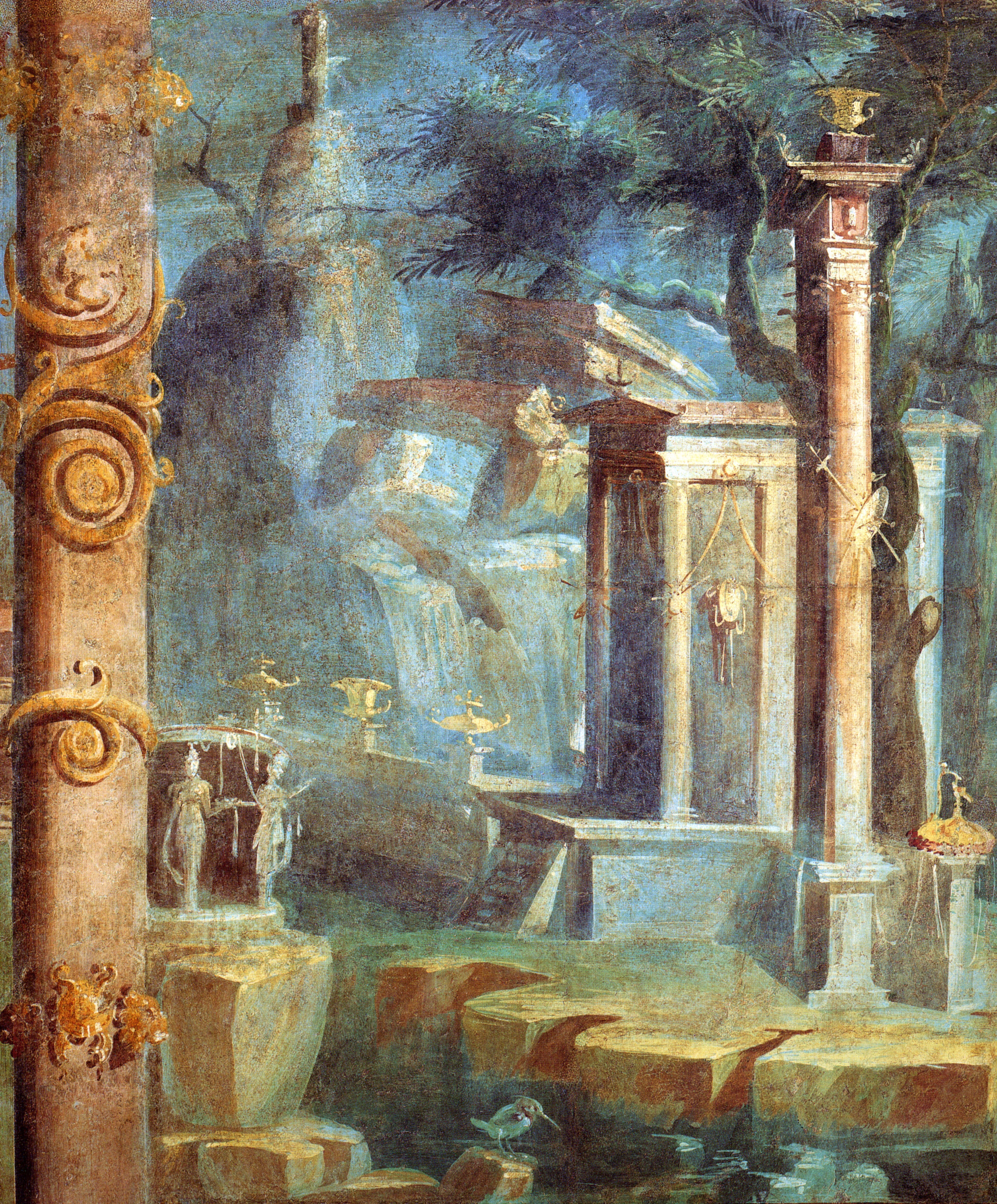
Fresko aus dem Tempel der Isis, Pompeji
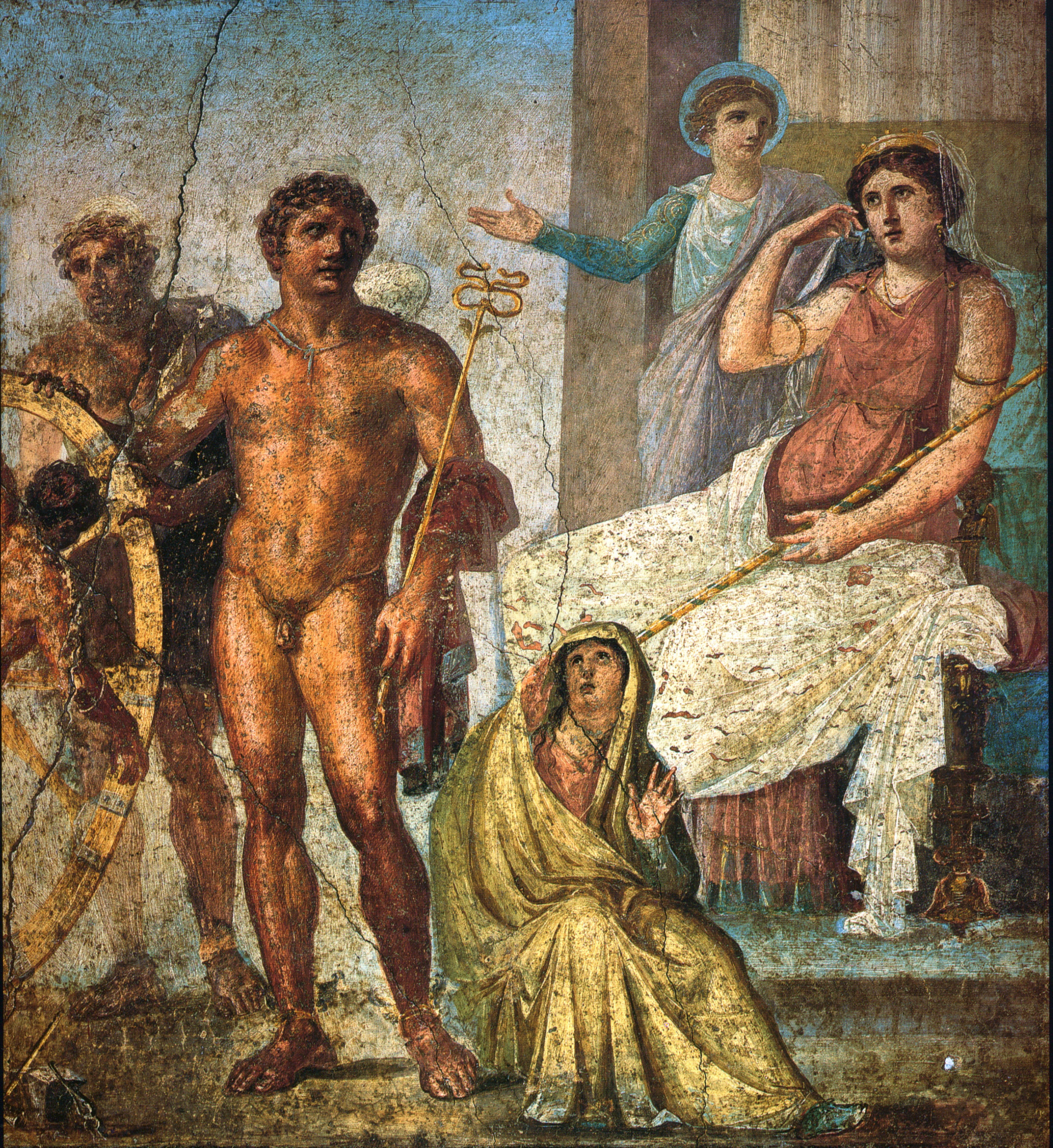
Bestrafung des Ixion, Casa dei Vettii, Pompeji
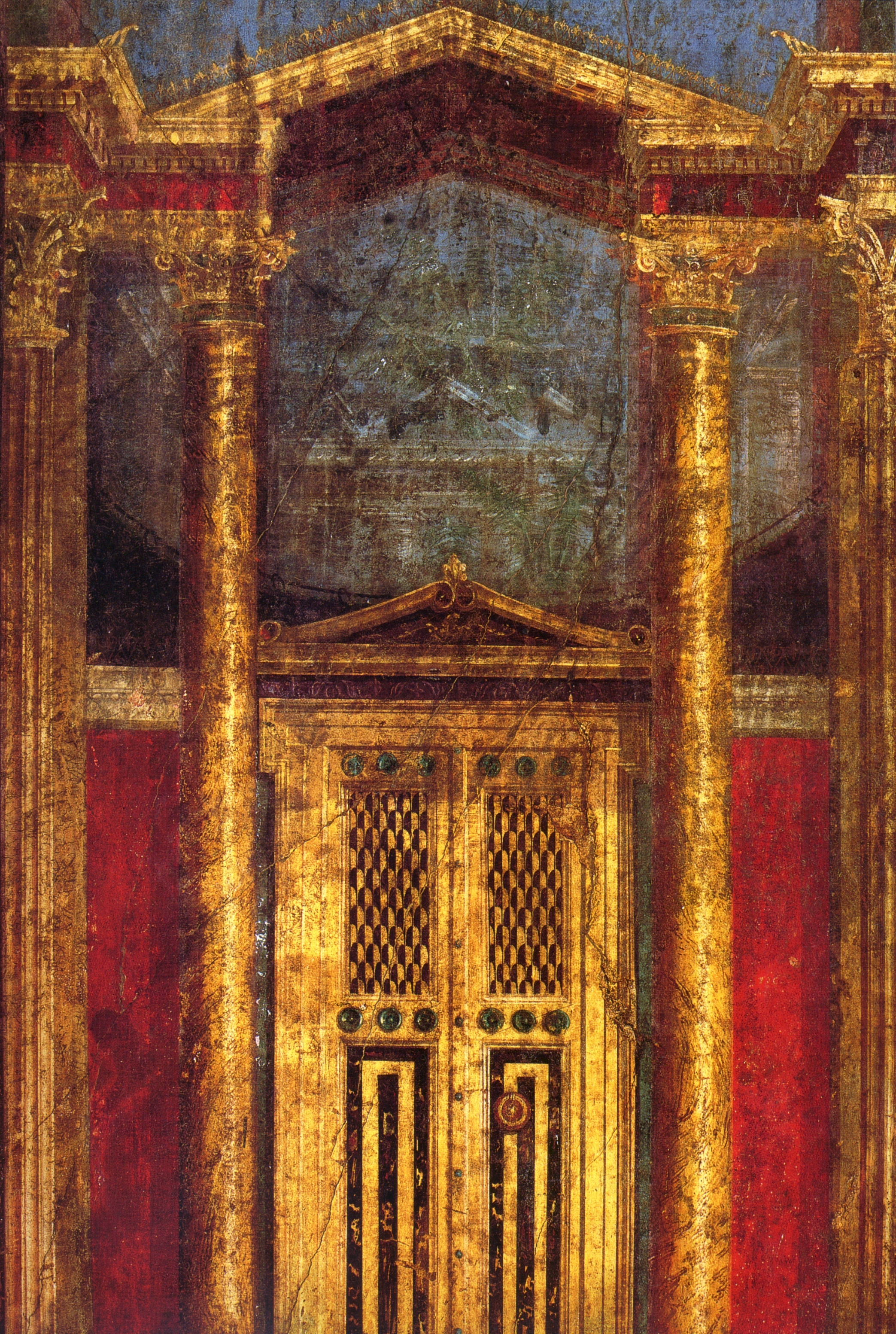
Fresko im sogenannten „zweiten Stil“, aus dem Cubiculum der Villa dei Misteri, Pompeji
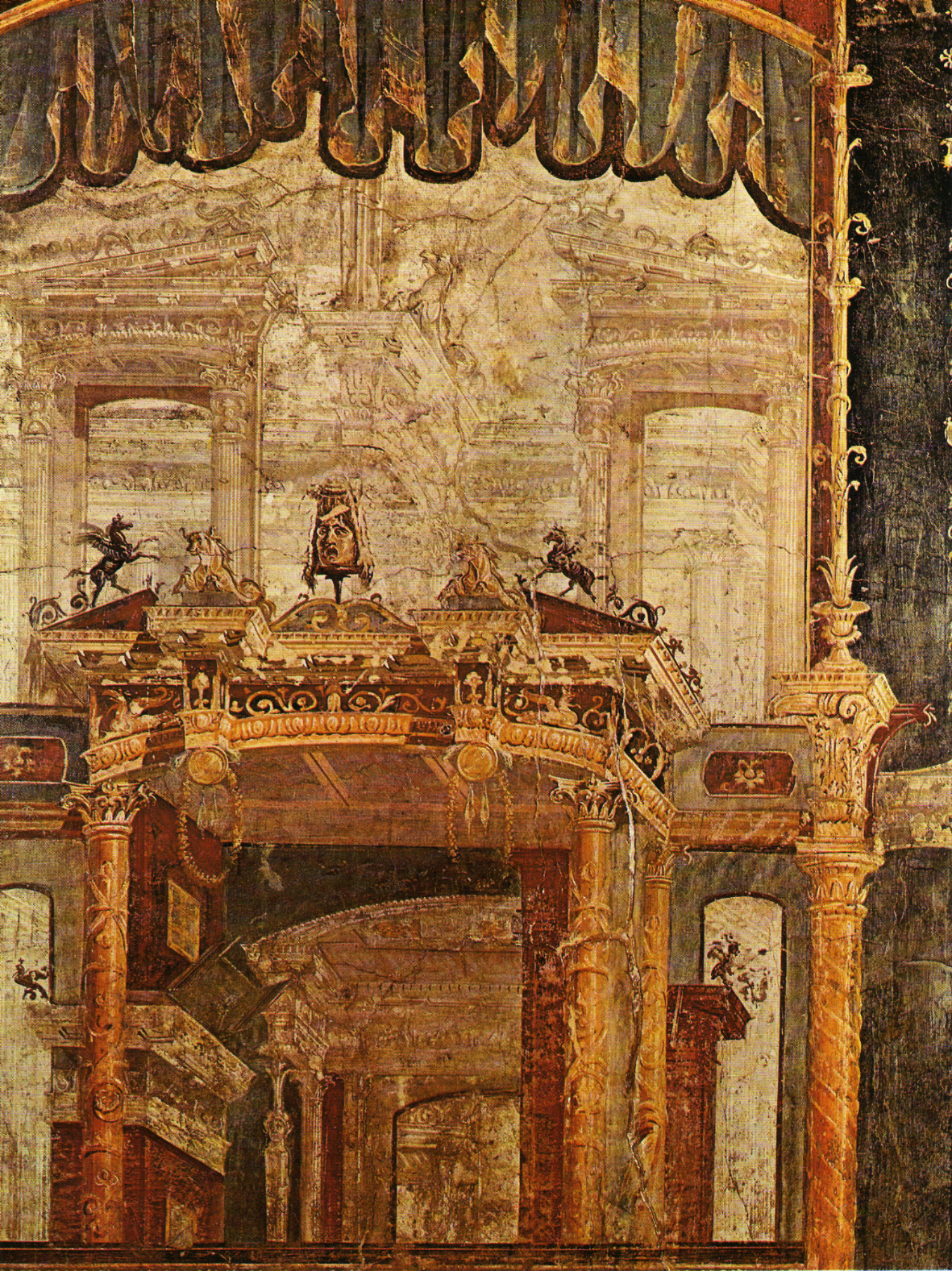
Fresko aus Herculaneum
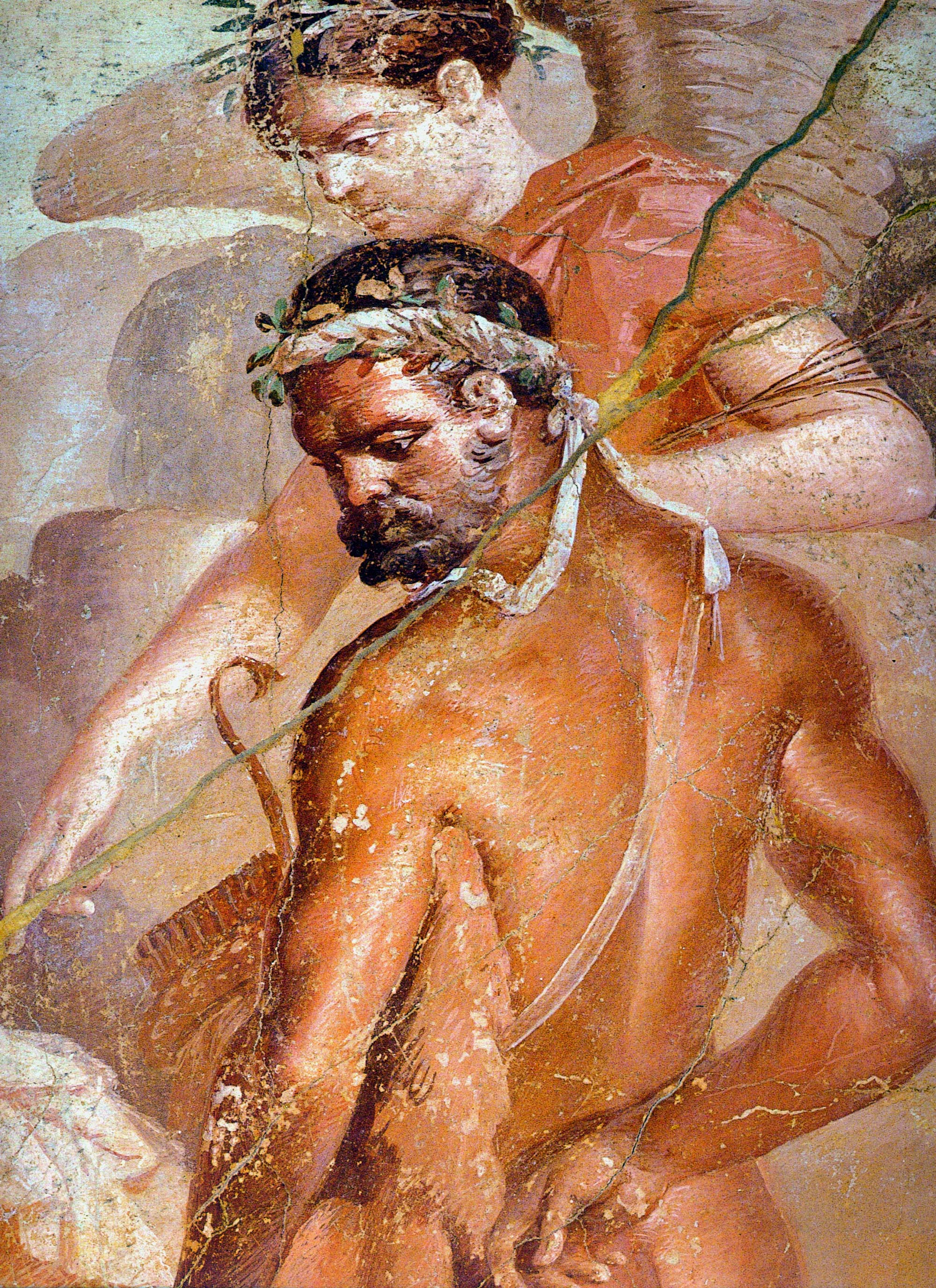
Hercules, Fresko aus Herculaneum
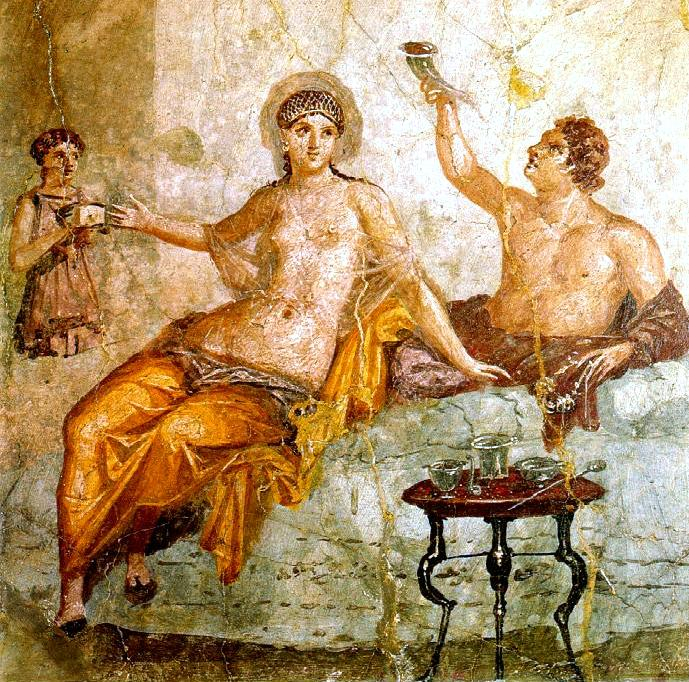
Fresko aus Herculaneum
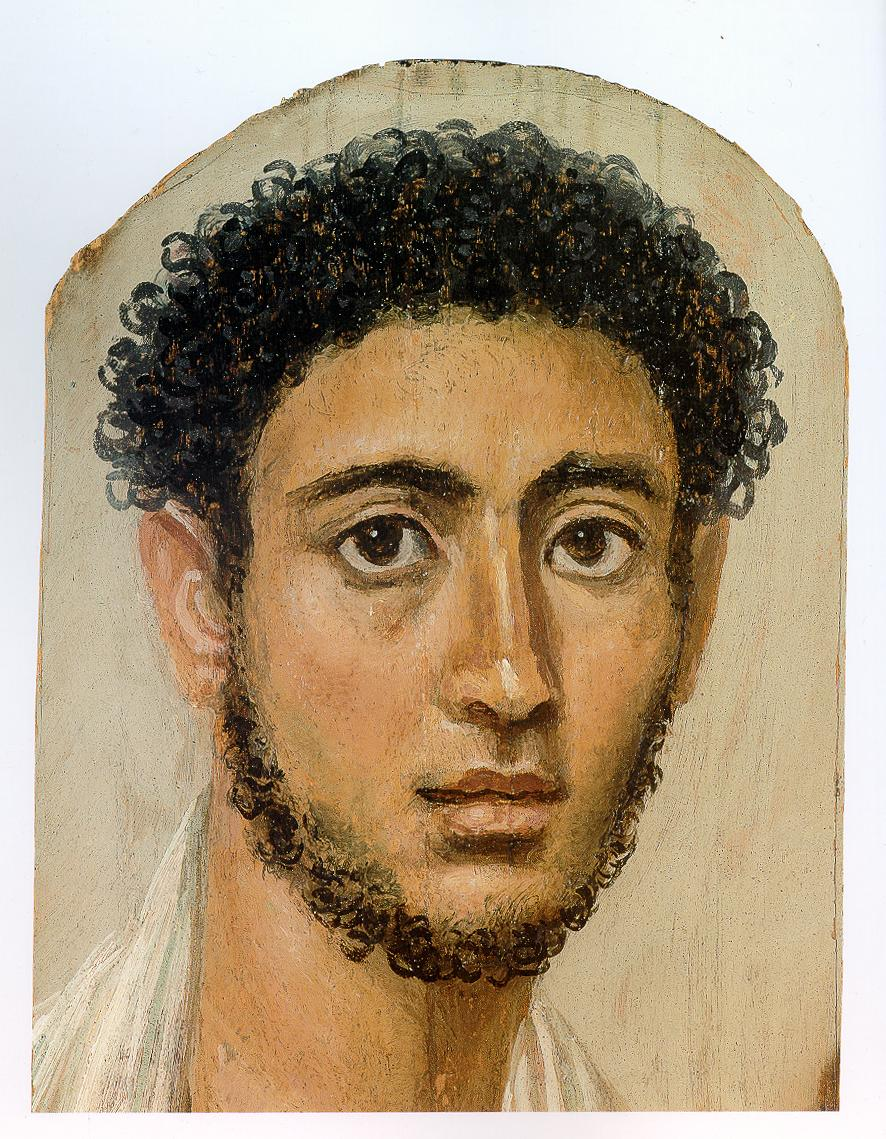
Mumienporträt aus Al-Fayyūm
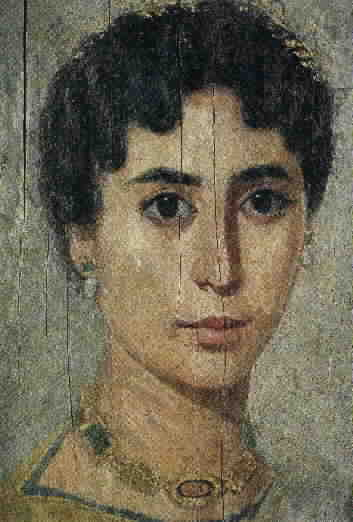
Mumienporträt aus Al-Fayyūm

#### Mittelalter
Die Malerei der Antike überlebte vor allem in den Wandmalereien der Kirchen und Vignetten von Büchern. Eine erste Blütezeit erreichte die Malerei mit der byzantinischen Kunst, unter anderem mit der Ikonenmalerei, die auch in der russischen Kunst übernommen wurde. Im Mittelalter war ferner die Buchmalerei von überragender Bedeutung. Die Tafelmalerei als Malerei auf eigenständigem Maluntergrund – also auf der Holztafel, dann auf Leinwand – entwickelte sich erst allmählich neu.
In der Gotik ab dem 12. Jahrhundert entwickelte sich im Vergleich zur byzantinischen und romanischen Bildsprache ein zunehmender Naturalismus. Bedeutende Künstler aus der Malerei in der Gotik sind unter anderem Giotto, dessen Fresken wegweisend auch für die spätere Renaissance sind, Simone Martini, Robert Campin, Jan van Eyck, Hieronymus Bosch und Matthias Grünewald.
Bis in die Neuzeit hinein war die europäische Malerei, durch die kirchlichen Auftraggeber, fast ausschließlich religiös geprägt. Es kam zur Ausmalung von Kirchen und Klöstern und zur Ausschmückung von Kirchenchören und Andachtskapellen mit Altarbildern. Andere Sujets wie die Porträtmalerei, Genremalerei, Landschaftsmalerei oder das Stillleben kamen erst im späten Mittelalter und in der Malerei der Renaissance hinzu.

Wand- und Buchmalereien aus dem Mittelalter
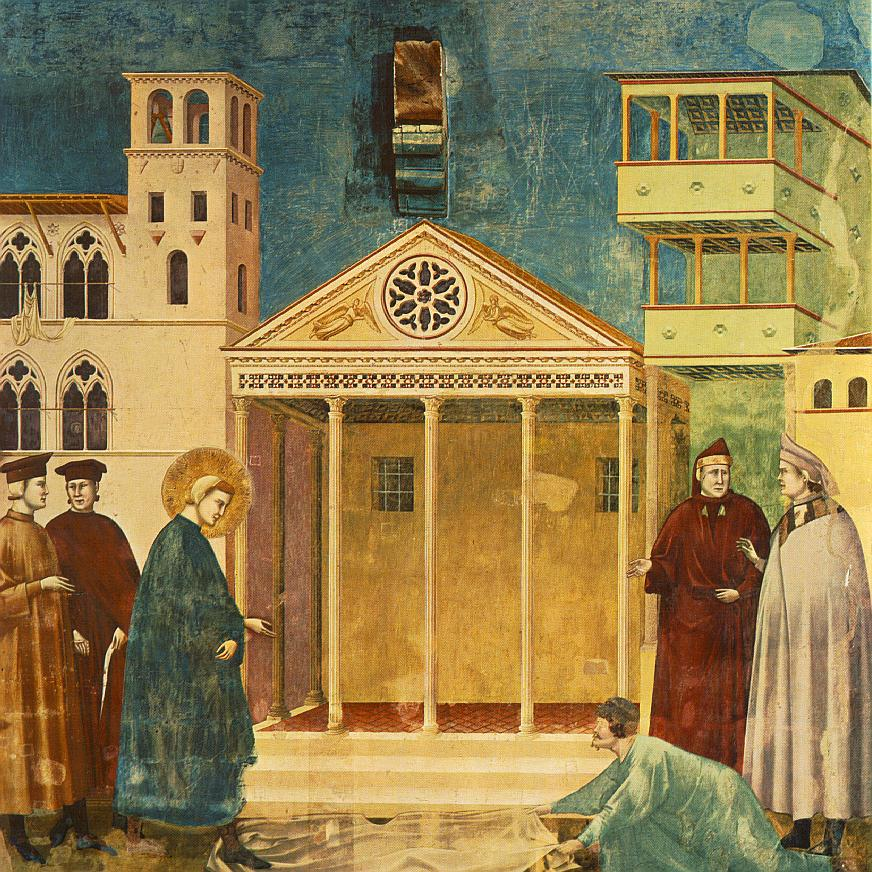
Fresko aus einem Zyklus des Hl. Franziskus von Giotto di Bondone, Ende des 13. Jahrhunderts
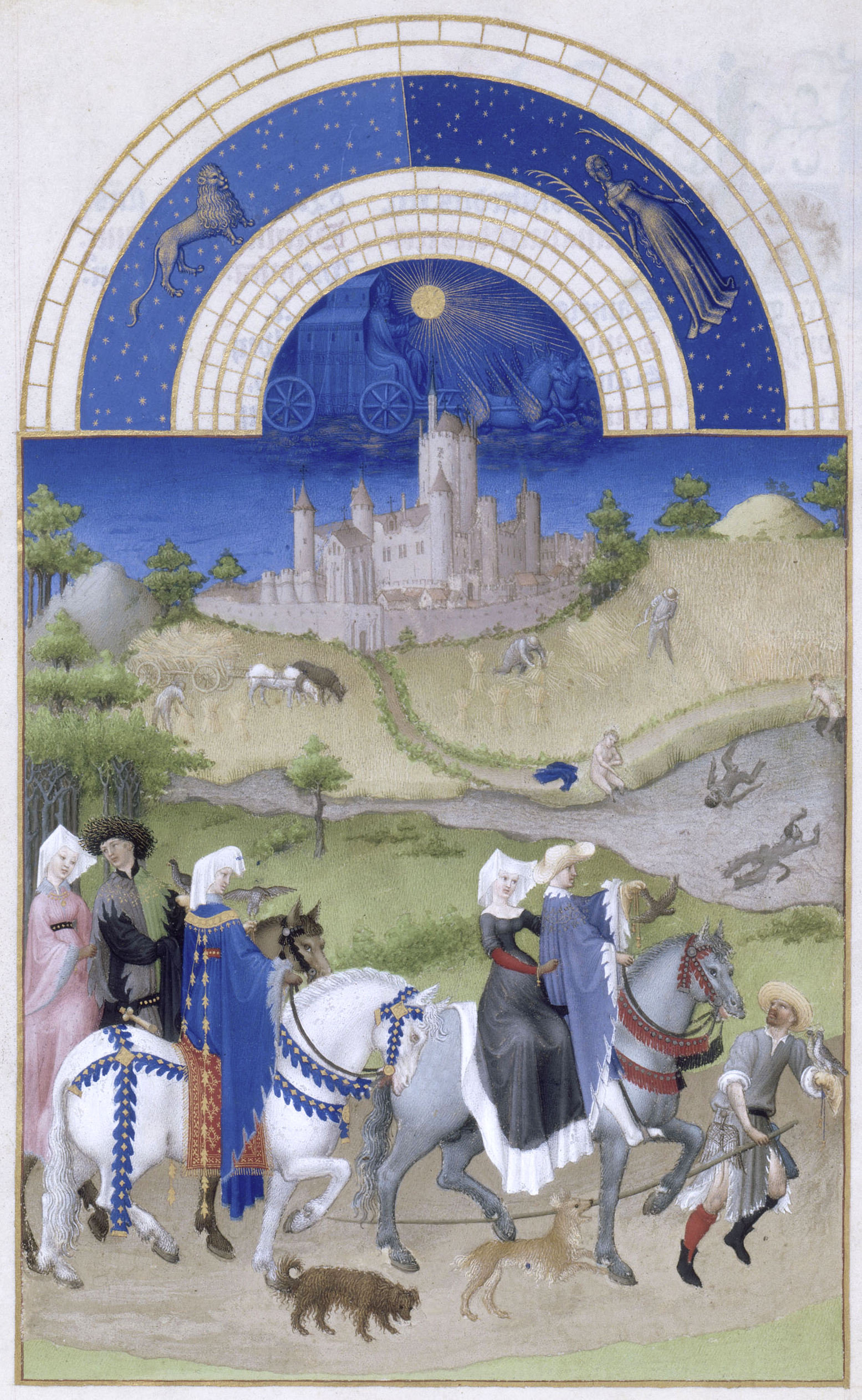
Buchmalerei zum Monat „August“ aus den Très Riches Heures des Duc de Berry, 1412–1416
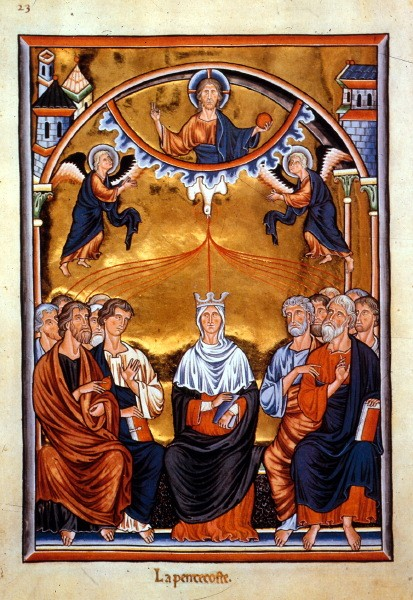
Buchmalerei aus dem Ingeborg-Psalter, Frankreich, um 1200
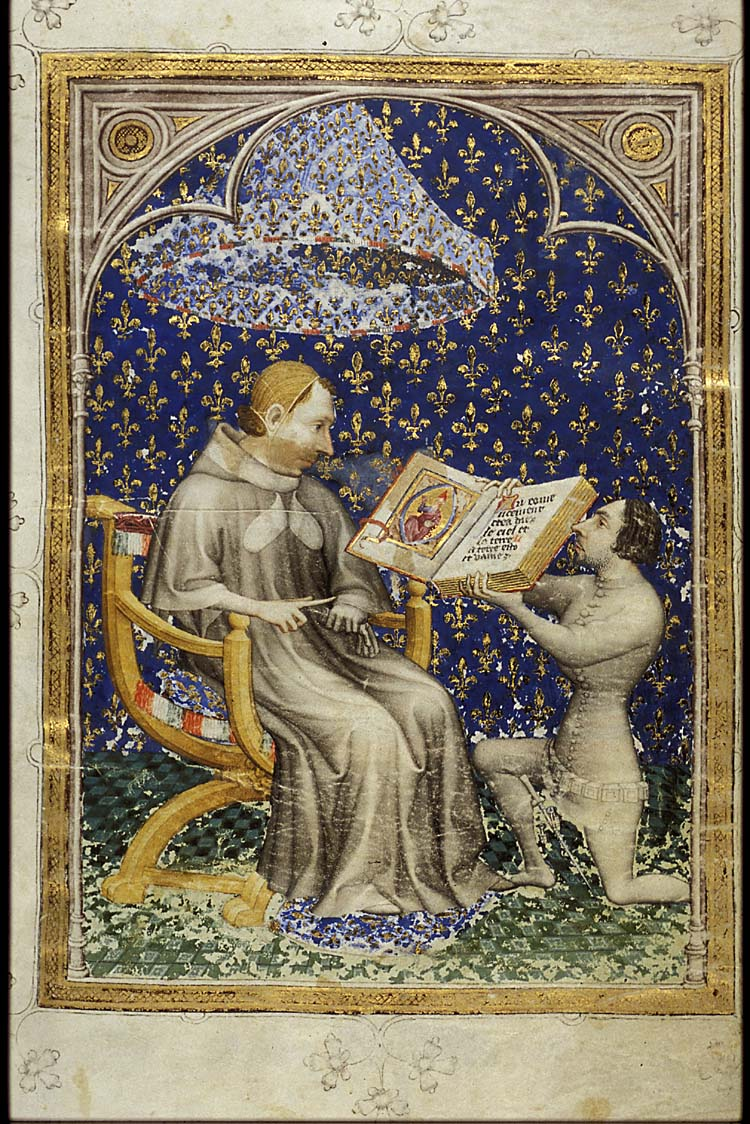
Buchmalerei, Frankreich, 1371–1372

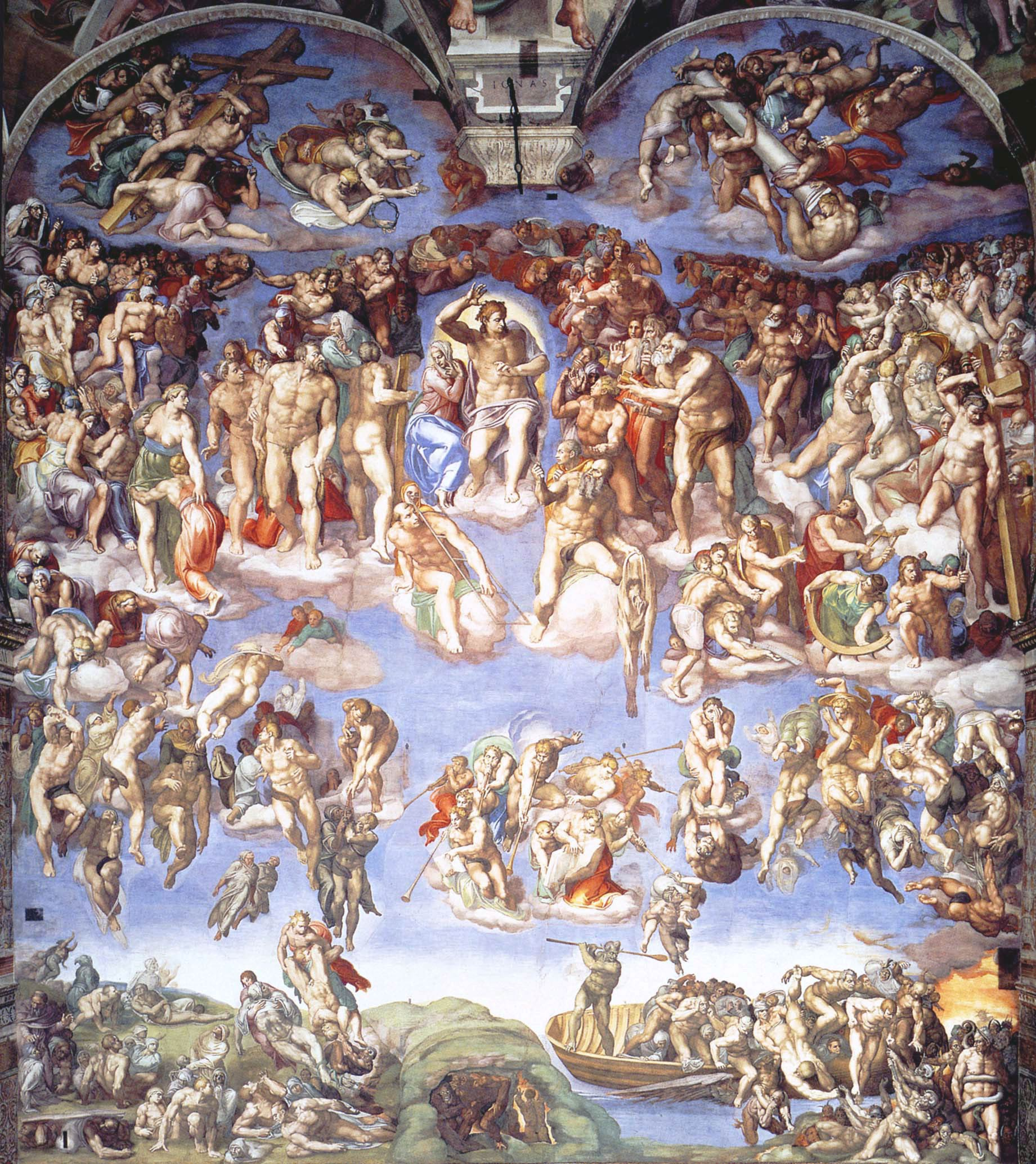
Michelangelo Buonarroti, Das Jüngste Gericht, Sixtinische Kapelle, 1536–1541

#### Renaissance
Eine bedeutende Entwicklung nahm die Malerei in der Renaissance mit der nachhaltigen Weiterentwicklung der Techniken der Ölmalerei, der Zentralperspektive, der Darstellung allegorischer Motive der Antike und bei der Betonung individueller Charaktere in der Menschendarstellung unter Zuhilfenahme der Kenntnisse der Anatomie.
Jan van Eyck (um 1390–1441) schuf erstmals selbständige Bildnisse und Porträts; Albrecht Dürer (1471–1528) malte 1493 das erste bekannte autonome Selbstbildnis in Europa; Albrecht Altdorfer (um 1480–1538) machte als erster Maler die Landschaft zum Hauptthema.
Vor allem die italienische Malerei der Hochrenaissance in den Städten Florenz, Venedig und Rom brachte bedeutende Werke der Maler Leonardo da Vinci (1452–1519), Michelangelo (1475–1564), Raffael (1483–1520) und Tizian (ca. 1488–1576) hervor, die in Perspektive, Form, Farbe, Ausdruckskraft und malerischer Brillanz beispielgebend sind und die Bildende Kunst Europas bis heute nachhaltig beeinflusst haben.

Gemälde aus der Zeit der Renaissance
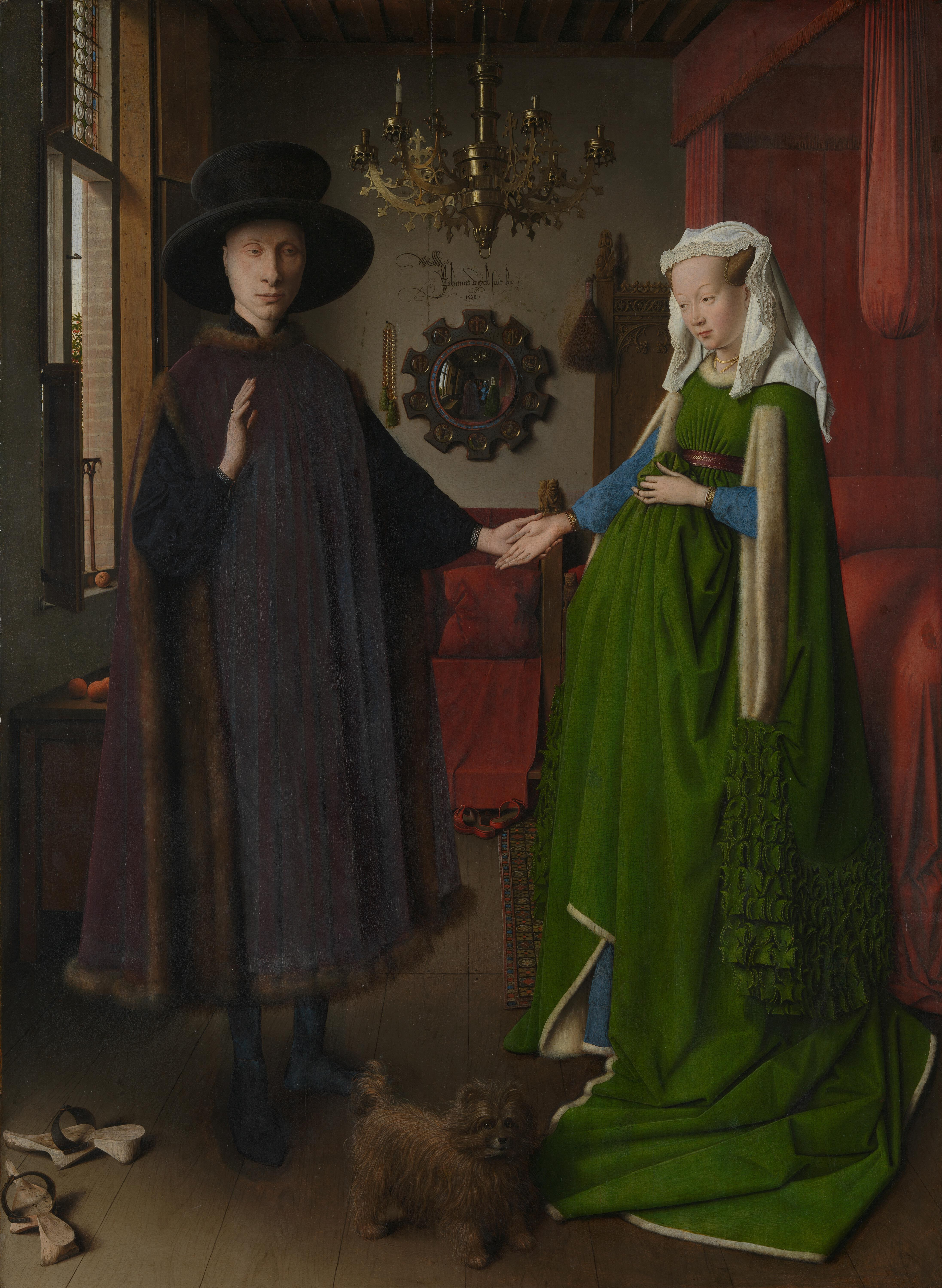
Jan van Eyck, Die Hochzeit des Giovanni Arnolfini, 1434
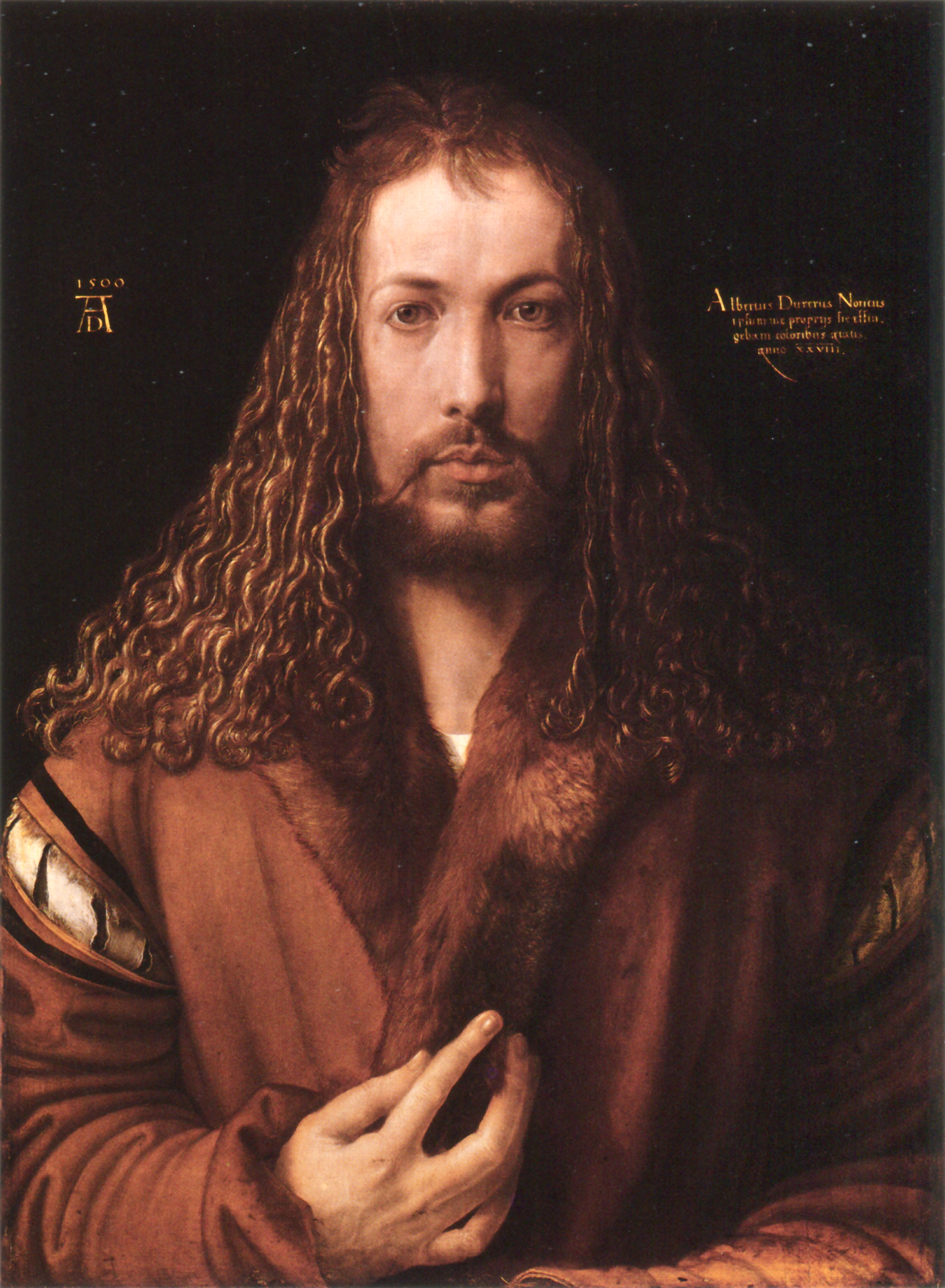
Albrecht Dürer, Selbstbildnis, 1500
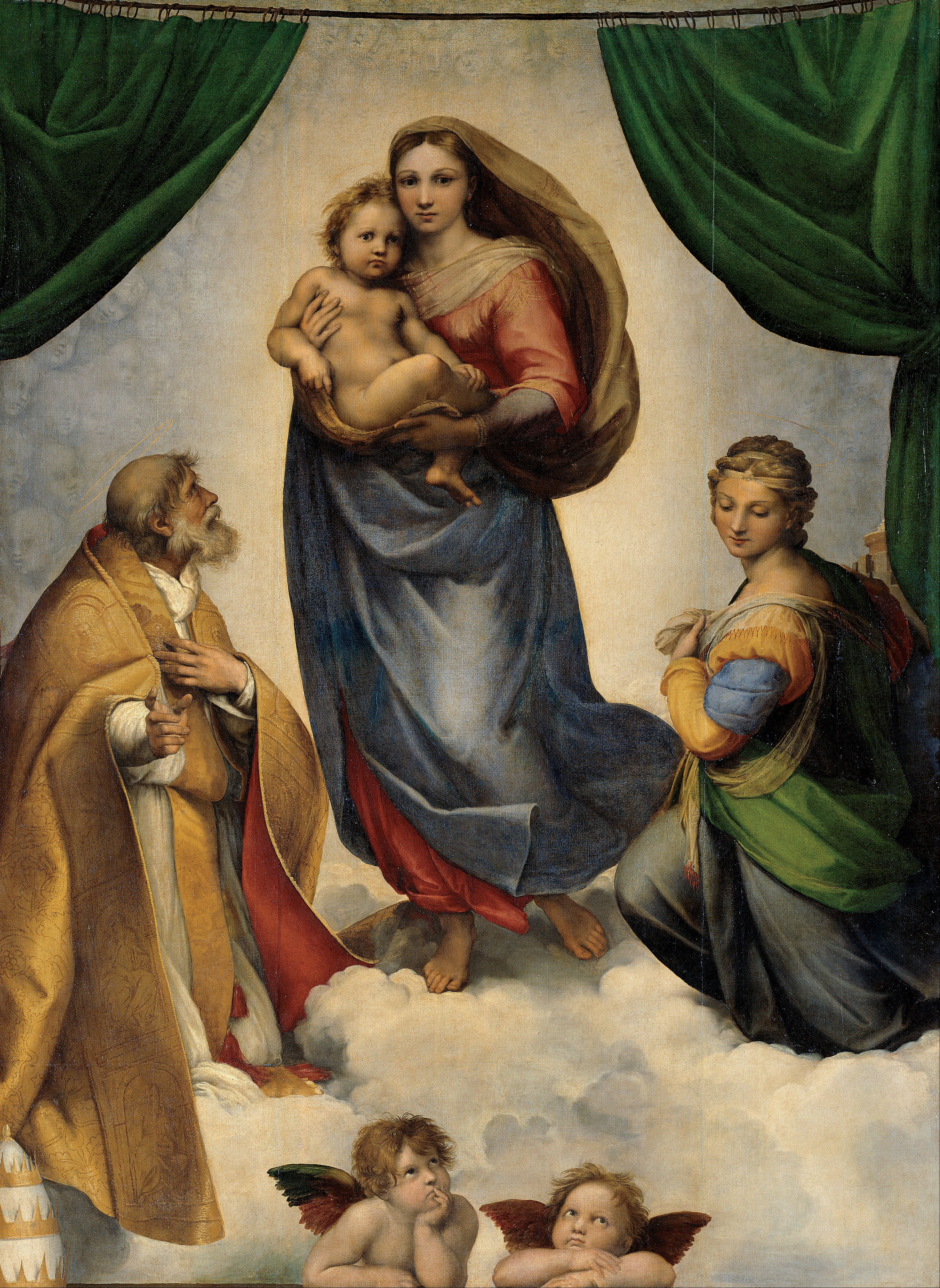
Raffael, Sixtinische Madonna, 1513–1514
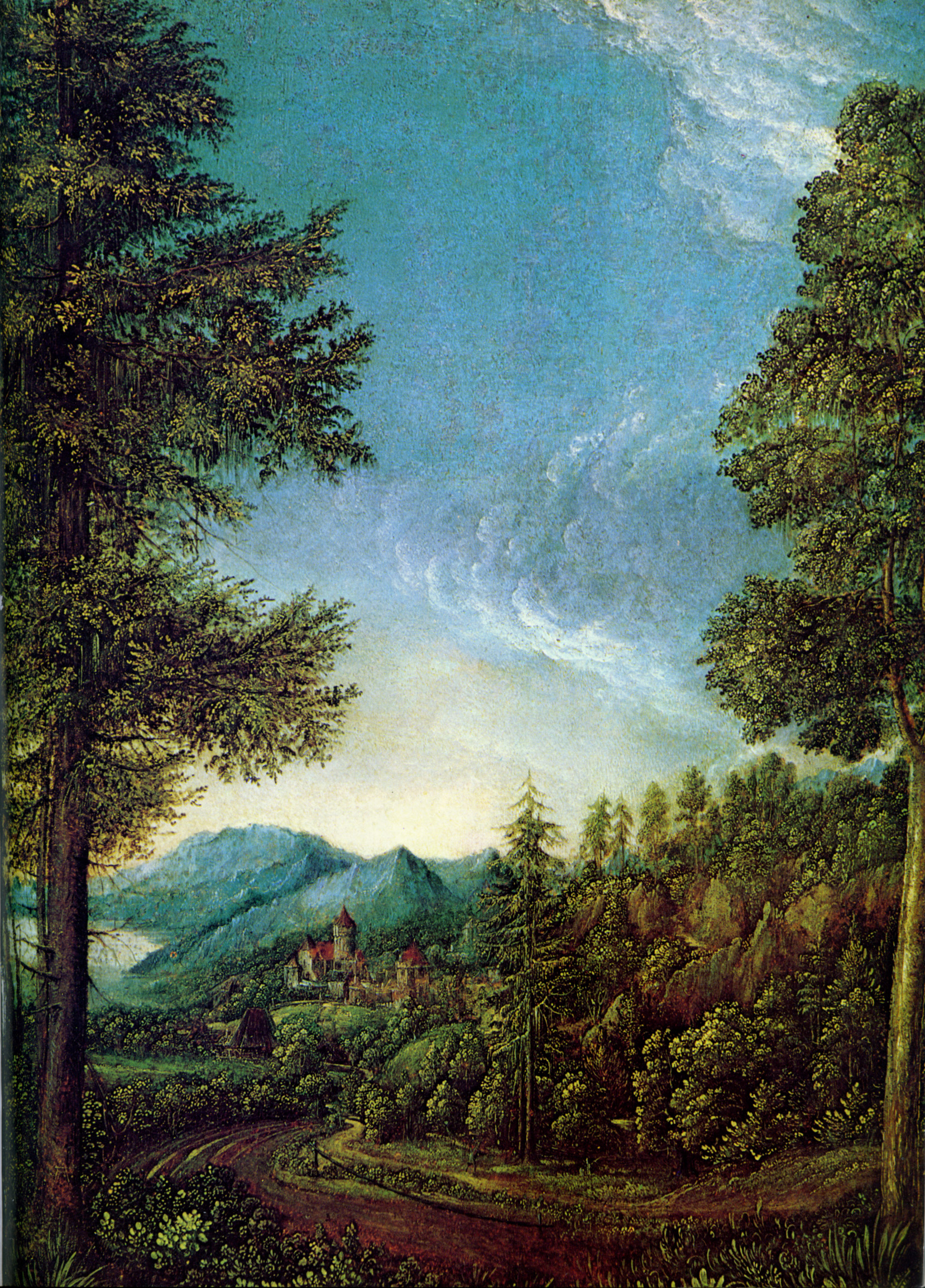
Albrecht Altdorfer, Donaulandschaft mit Schloss Wörth, um 1522
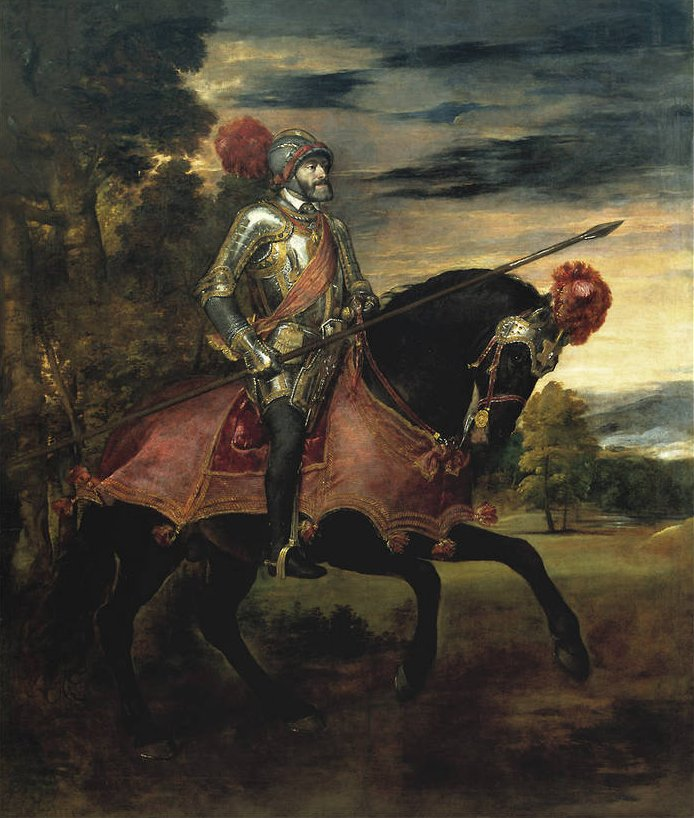
Tizian, Kaiser Karl V. nach der Schlacht bei Mühlberg, 1548

#### Barock
Die Malerei des Barock nahm ihren Anfang im Italien des ausgehenden 16. Jahrhunderts. Die Malerei wurde im Laufe des 17. Jahrhunderts verstärkt funktionalisiert: Sie wurde entweder von der Kirche in den Dienst der Gegenreformation gestellt oder von den absolutistischen Höfen zur Verherrlichung des Regenten eingesetzt. Das Tafelbild entwickelte sich zu einem begehrten Sammelobjekt für Adlige, Könige und das aufsteigende Bürgertum. Bedeutende Maler sind in Italien Michelangelo da Caravaggio, in Spanien Diego Velázquez und Bartolomé Esteban Murillo und in den Niederlanden Peter Paul Rubens und Rembrandt, der als Meister des Chiaroscuro (Helldunkel) gilt.
In den Niederlanden setzte sich zu dieser Zeit mit der Unabhängigkeit und mit der Reformation eine neue Gesellschaftsordnung durch, die durch geistige Strenge gekennzeichnet war. In der Malerei lag die Betonung auf Alltagsszenen. So ist diese Periode eine große Zeit der Stillleben, etwa von Pieter Claesz. Der Maler Jan Vermeer vermittelt in seinen Bildern ruhige, andächtige Stille. Die Zeit war jedoch auch die große Zeit von Rembrandt, der in seinen Bildern wie etwa die Die Blendung Simsons große Dramatik erzeugte.
In Frankreich dominierten Ideale aus der klassischen Antike, die besonders in der Landschaftsmalerei eine Rolle spielten. Die französischen Maler Nicolas Poussin und Claude Lorrain, die beide jahrelang in Italien lebten, ließen sich in ihren Landschaftsbildern davon inspirieren.

Gemälde aus der Zeit des Barock
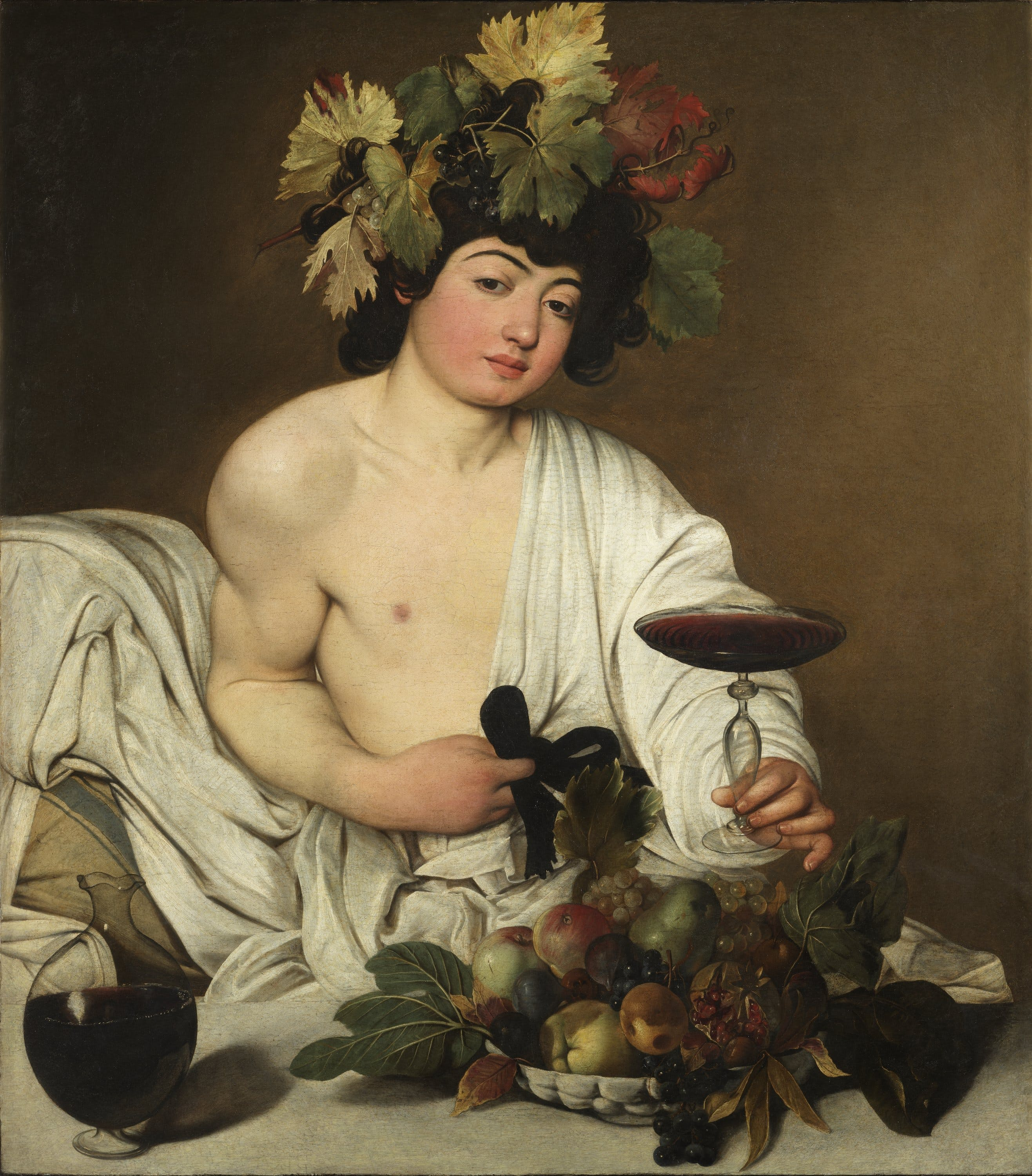
Michelangelo da Caravaggio, Bacchus, um 1596
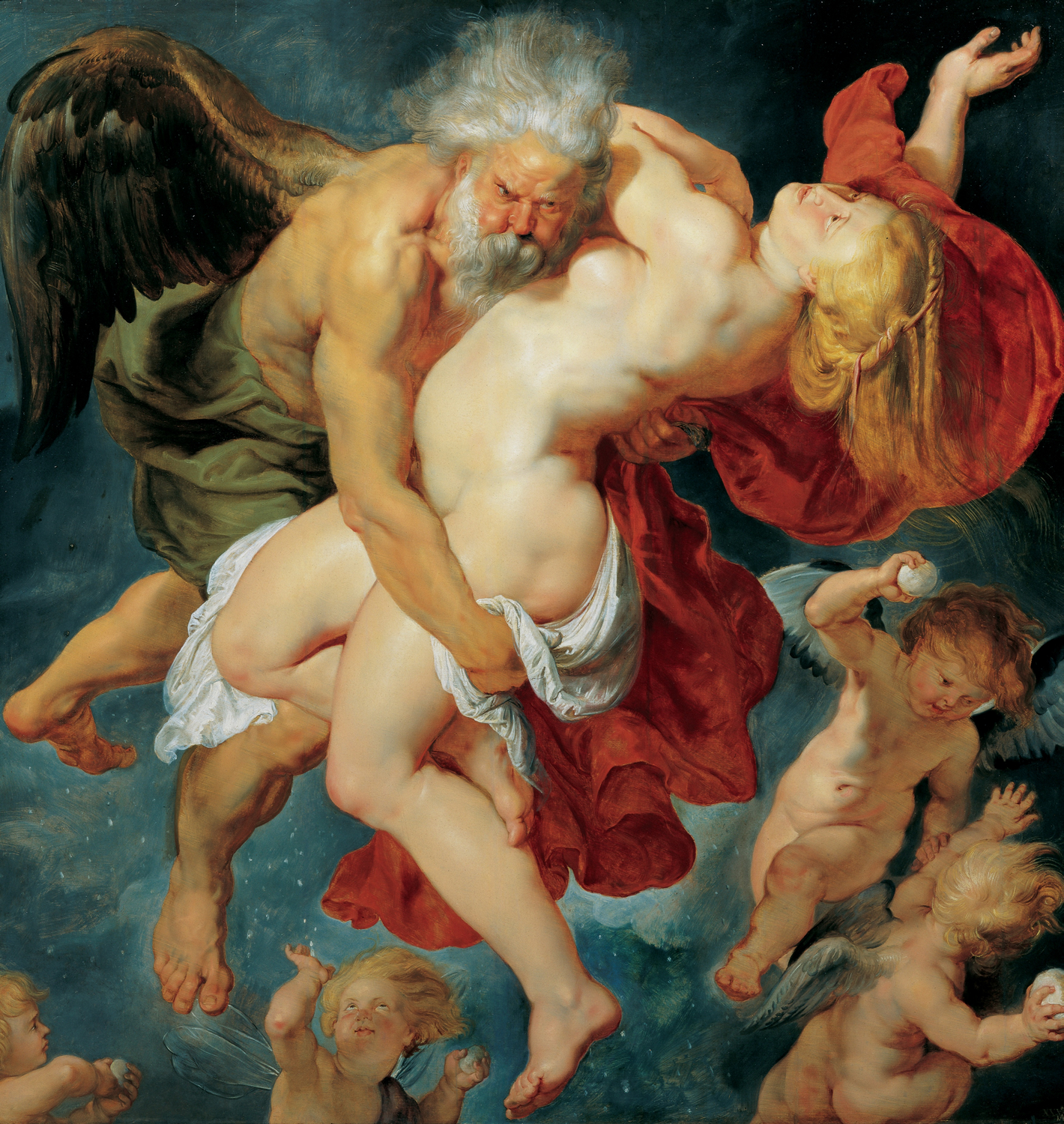
Peter Paul Rubens, Boreas entführt Oreithya, um 1620
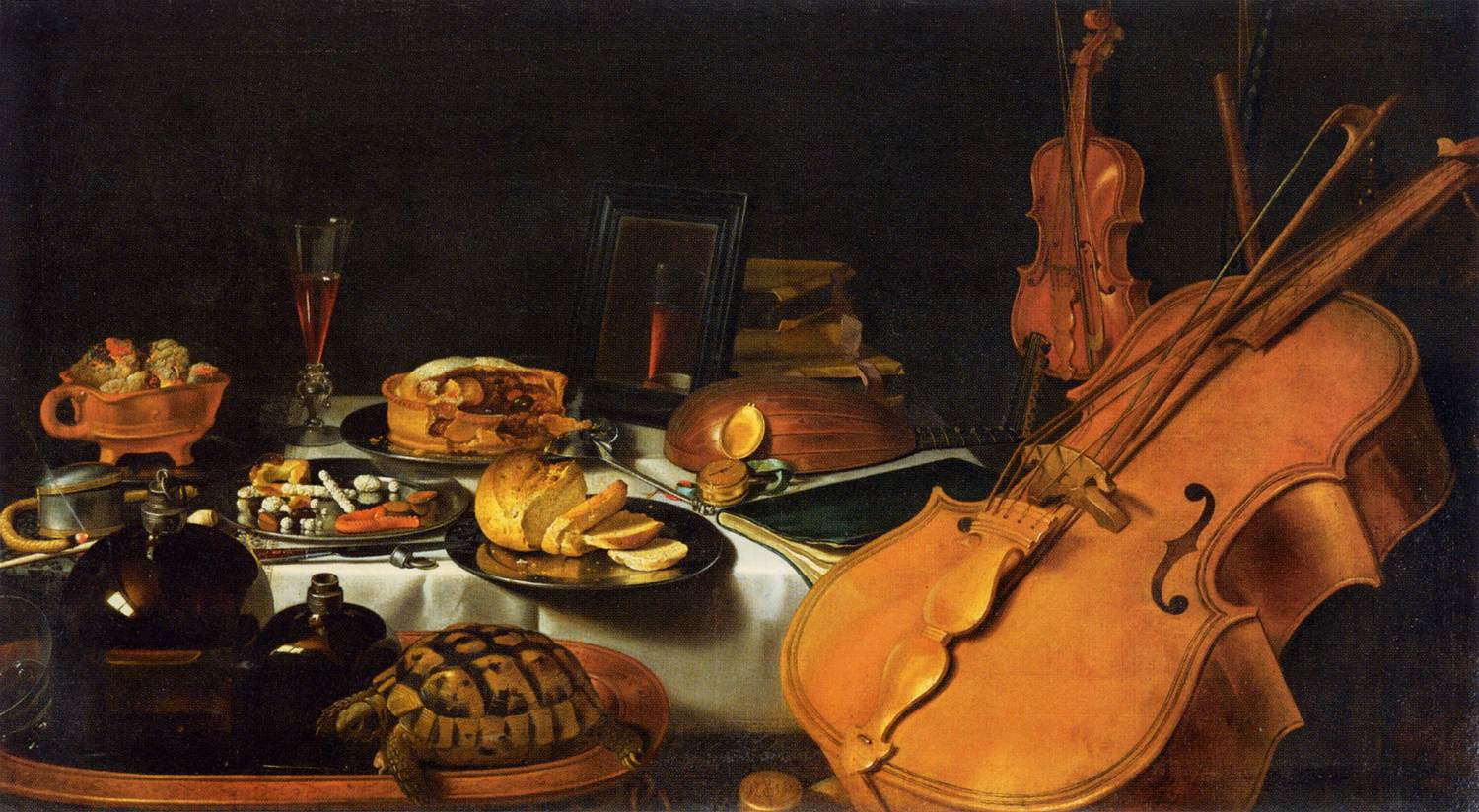
Pieter Claesz, Stillleben mit Musikinstrumenten, 1623
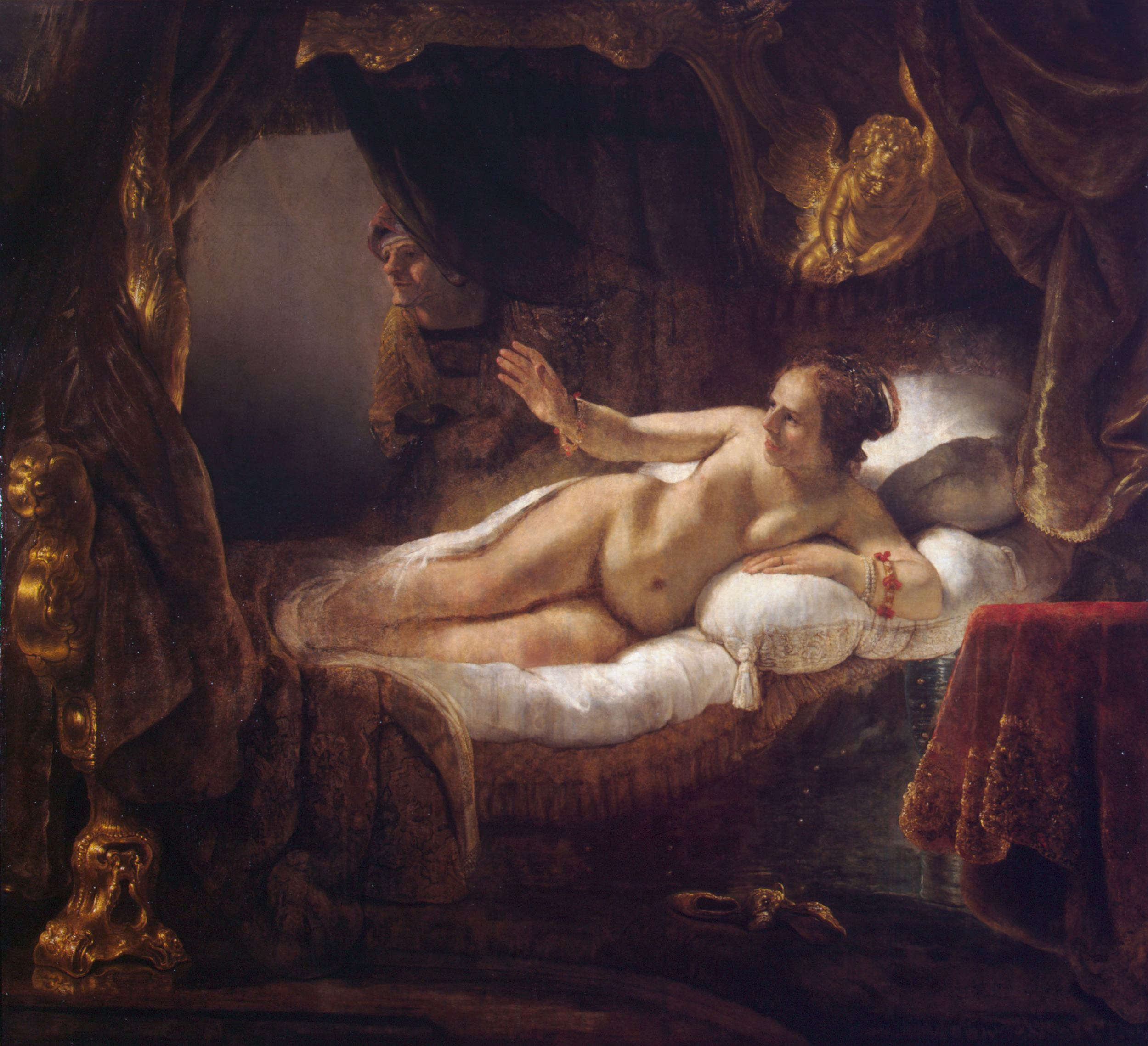
Rembrandt, Danae, 1636–1643
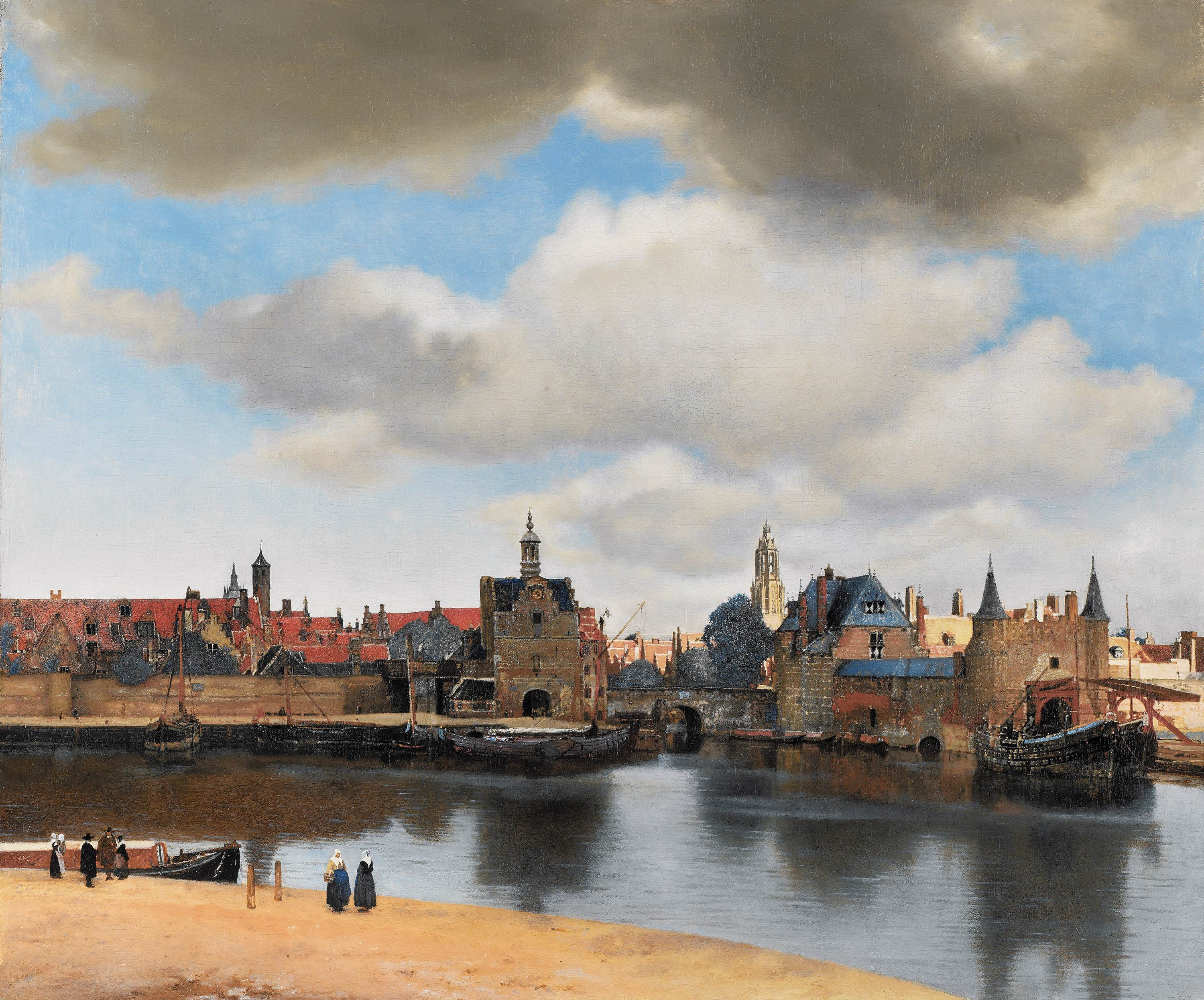
Jan Vermeer van Delft, Ansicht von Delft, 1660–1661

#### Rokoko
Der Rokokostil entwickelte sich als eine stark verspielte Variante des Barock, für die Muschelmuster und andere ornamentale Elemente typisch waren. Ein früher französischer Vertreter dieses Stils ist der Maler Antoine Watteau, dessen Hauptmotive unter anderem Szenen mit singenden und tanzenden Liebenden sowie Schauspieltruppen waren. François Boucher ist ein weiterer typischer Vertreter des Rokoko, auch seine Bilder zeichnen sich durch Verspieltheit aus, die ernste Themen möglichst meidet. Der größte Vertreter des italienischen Rokoko ist Giambattista Tiepolo, der vor allem für seine Fresken bekannt ist, wie etwa die Hochzeitsallegorie im Palazzo Rezzonico in Venedig. In Venedig hielt sich der Spätrokoko mit Francesco Guardi auch noch, als dieser Stil im Rest Europas bereits außer Mode war.

#### Klassizismus und Romantik

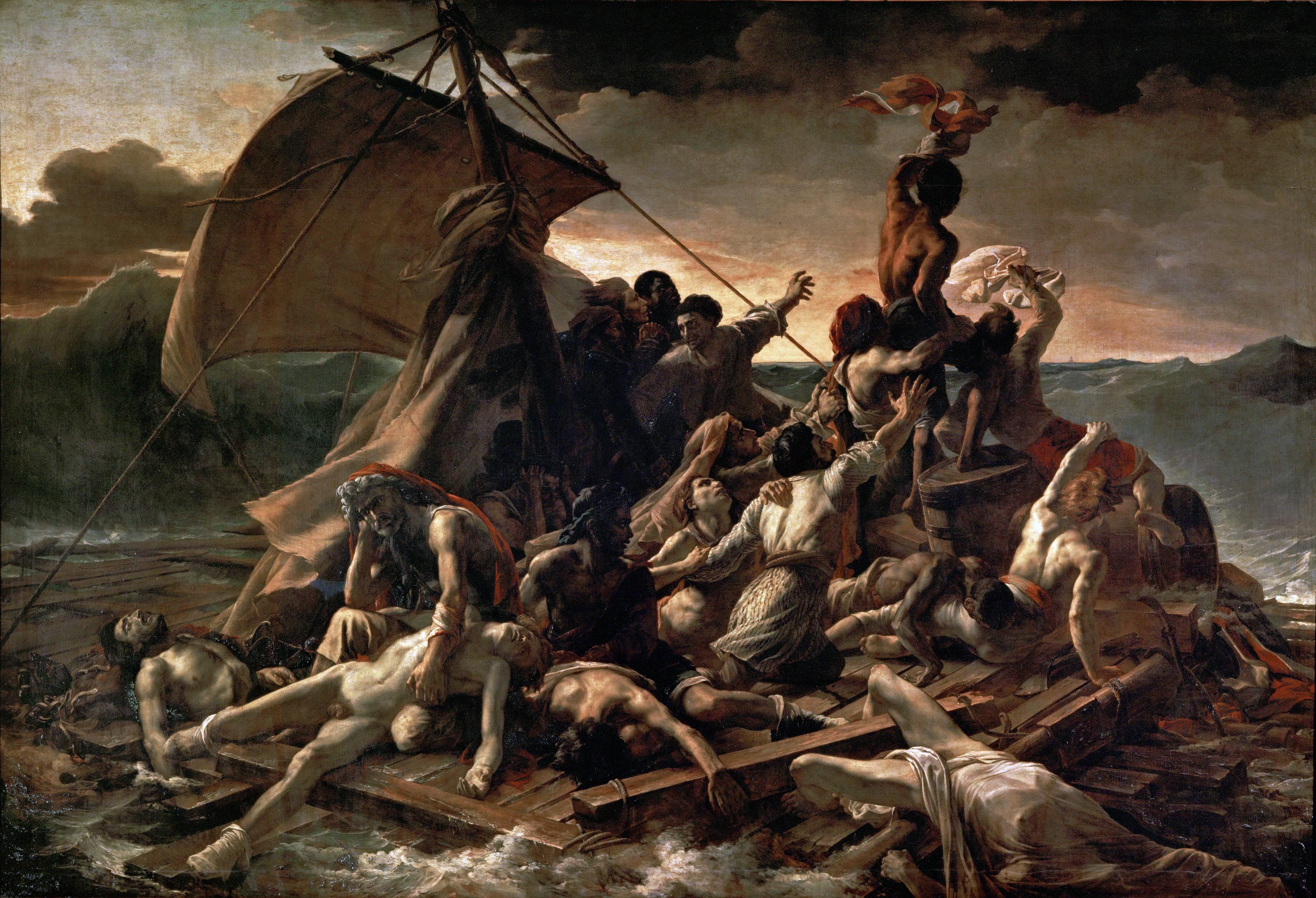
Théodore Géricault, Floß der Medusa, Louvre, Paris

Um die Mitte des 18. Jahrhunderts entstand der Klassizismus als ablehnende Reaktion auf den Spätbarock und den Rokoko. Der Klassizismus strebte danach, Werte wie Gerechtigkeit, Ehre und Patriotismus künstlerisch zu vermitteln. Vorbild war für die Maler dabei die klassische Antike. Der Klassizismus endete im frühen 19. Jahrhundert bereits wieder. Beinahe zeitgleich entstand die Bewegung der Romantik, die ihre Ursprünge Ende des 18. Jahrhunderts hat, aber erst in der ersten Hälfte des 19. Jahrhunderts zur dominanten Kunstrichtung wurde.
Klassizistische Maler in Frankreich griffen unter anderem Motive aus der Antike auf oder, wie Jacques-Louis David mit seinem Der ermordete Marat, malten Ereignisse der französischen Revolution. Einen Höhepunkt erreichte der Klassizismus mit den Werken von Jean-Auguste-Dominique Ingres. Eine weitere Malerin der Zeit, deren Malstil aber auch Elemente des Barock noch aufgriff, war Marie Elisabeth Louise Vigée-Lebrun.
Maler der britischen Schule im 18. Jahrhundert waren weder dem Klassizismus noch der Romantik eindeutig zuzuordnen. Ein bedeutender Vertreter dieser Zeit war Thomas Gainsborough, dessen Bilder sich durch eine gelungene Kombination von Porträt mit Landschaftselementen auszeichneten. Ein weiterer wichtiger Porträtist dieser Zeit war Joshua Reynolds. Eine Alleinstellung nimmt der spanische Maler Francisco Goya ein. Zählt er anfangs zu den Klassizisten, entwickelt er später doch einen ganz eigenen Stil.
Die Romantik bildete einen Gegenpol zum Klassizismus, indem sie ihren Schwerpunkt nicht auf die Antike, sondern auf die moderne Welt legte. Außerdem räumte die Romantik dem Wilden, dem Unkontrollierbaren in Mensch und Natur einen Platz ein, im Gegensatz zum Klassizismus, der strenge Ansichten zu Ästhetik und Themenwahl pflegte. Als wichtiger Vertreter der Romantik in Frankreich ist zunächst Théodore Géricault zu nennen, dessen Floß der Medusa als Symbol für die Romantiker sehr wichtig war. Weitere Vertreter der Romantik sind der Deutsche Caspar David Friedrich und der Engländer William Turner, beide bekannt für ihre Landschaftsmalerei.
Mit den Präraffaeliten und dem Mystizismus eines William Blake entsteht eine Art der Malerei, die das Gefühl in den Mittelpunkt stellt. Die symbolistische Malerei wendet sich von realistischen Darstellung ab und versucht eine Wirklichkeit zu schaffen, die nur in der Malerei existieren kann. In dieser Tradition stehen dann auch spätere Entwicklungen in der Geschichte der Malerei, wie Jugendstil, Expressionismus und Surrealismus.

#### Moderne

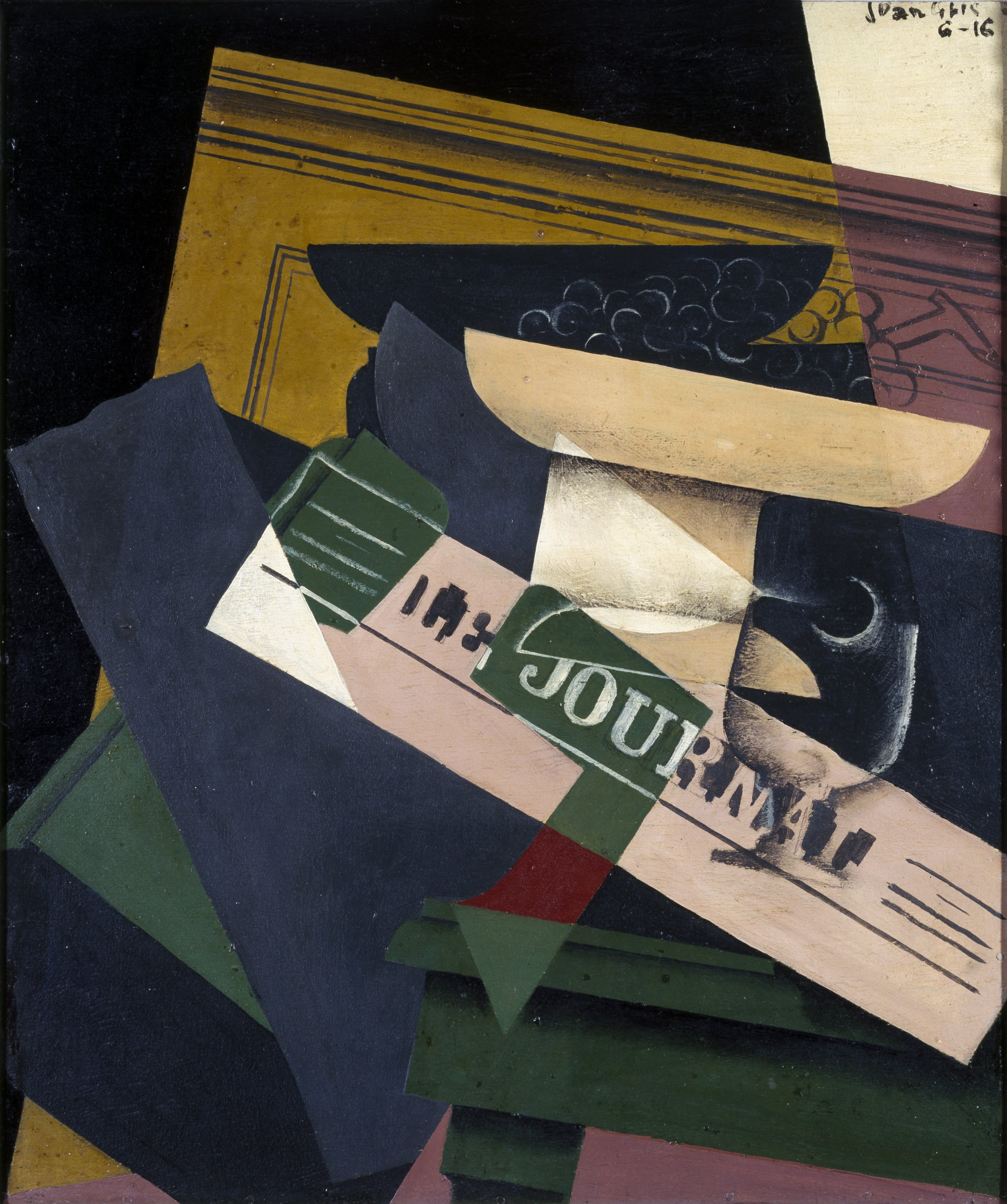
Kubistisches Bild von Juan Gris, Les raisins, 1916

Mit dem Aufkommen der Fotografie musste sich die Malerei neuen Herausforderungen und Aufgaben stellen, die nicht ohne Einfluss auf ihre Entwicklung im 19. Jahrhundert blieben.
Bis Mitte des 19. Jahrhunderts entstanden Gemälde überwiegend in Künstlerateliers. Das Braith-Mali-Museum in Biberach an der Riß beherbergt solche Originalateliers.
Mit den französischen Malern des Impressionismus beginnt die Freilichtmalerei. Zu dieser Richtung gehören Camille Pissarro (1830–1903), Édouard Manet (1832–1883), Edgar Degas (1834–1917), Paul Cézanne (1839–1906), Alfred Sisley (1839–1899), Claude Monet (1840–1926), Berthe Morisot (1841–1895) und Pierre-Auguste Renoir (1841–1919). Paul Cézanne kann schon, wie in gewissem Maße auch Vincent van Gogh, Paul Gauguin und Edvard Munch, als Wegbereiter der Moderne bezeichnet werden. Gerade Cézannes Werke markieren den Übergang, löst er sich doch zunehmend von der Wiedergabe der Realität und wendet sich den Mitteln der Malerei, der reinen Form und Farbe, zu.
Wichtige Strömungen der Moderne sind in der ersten Hälfte des 20. Jahrhunderts der Fauvismus, der Kubismus, der Dadaismus, der Surrealismus und die Russische Avantgarde. Nationale Besonderheiten sind der Expressionismus und die Neue Sachlichkeit (Deutschland), der Futurismus (Italien), der Kubo-Futurismus, Konstruktivismus und der Suprematismus (Russland) sowie der Vortizismus (England). Eine weitere Entwicklung der Kunst der Moderne ist die Abstrakte Malerei, die sich wiederum in Form unterschiedlicher Stile darstellt. Weitere wichtige Stilrichtungen des 20. Jahrhunderts sind der Tachismus und weitgehend nach 1950 das Informel. Legendäre Maler wie Piet Mondrian (1872–1944), Kasimir Malewitsch (1879–1935) und Pablo Picasso (1881–1973) haben die Malerei des 20. Jahrhunderts künstlerisch entscheidend geprägt.

### Amerika

#### Präkolumbische Kunst

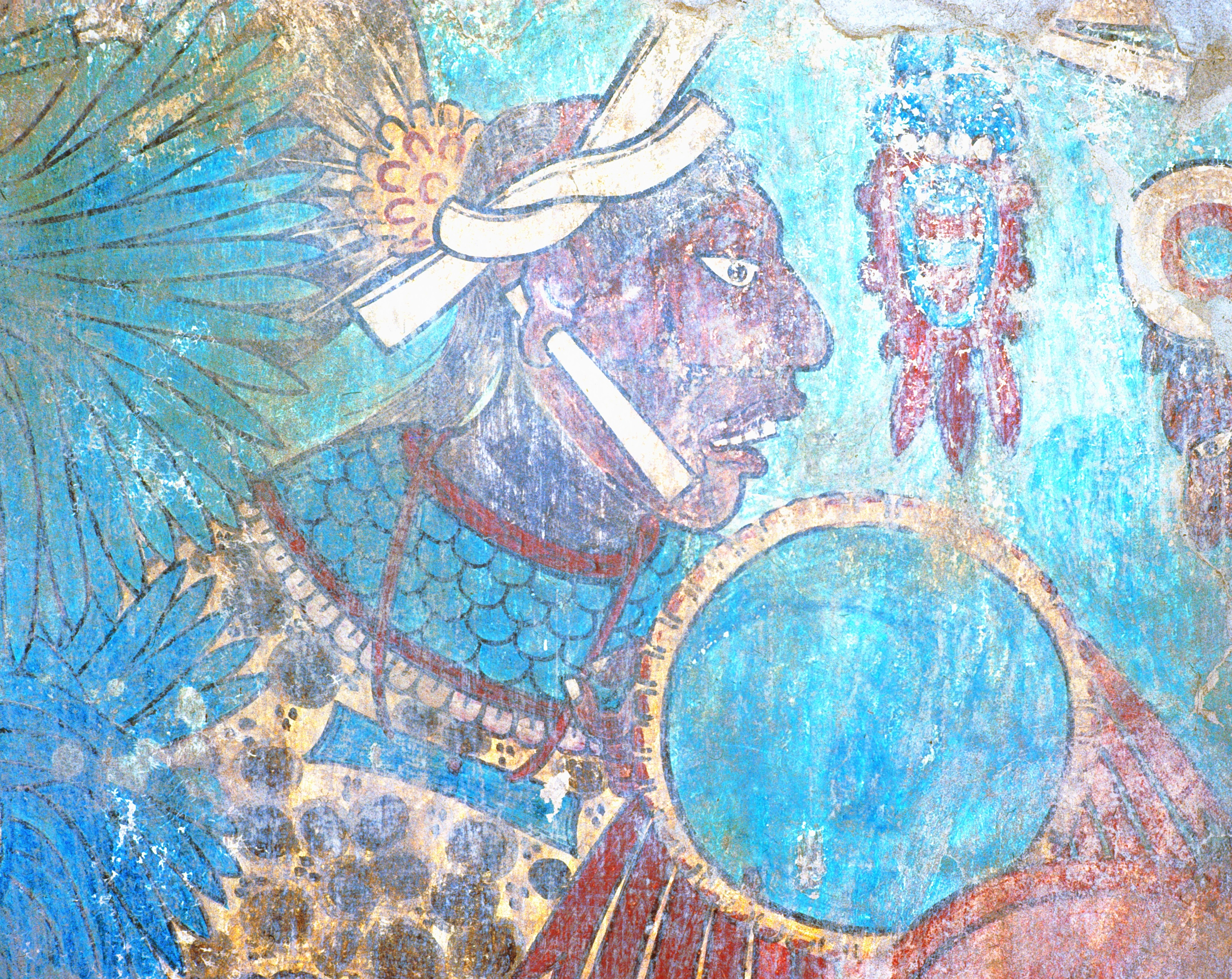
Schlachtgemälde (Ausschnitt), Cacaxtla, Mexiko

Die ältesten Kunstzeugnisse in Südamerika sind Höhlenmalereien in der Caverna da Pedra Pintada in Brasilien aus dem 12. Jahrtausend v. Chr. In Nordamerika ist ein Bisonschädel mit aufgebrachter Zickzacklinie in roter Farbe aus dem 11. Jahrtausend v. Chr. von einem Jagdplatz der Folsom-Kultur in Oklahoma die älteste bekannte Malerei Nordamerikas.
Aus präkolumbischen Kulturen sind vornehmlich Architektur, Keramik und Plastiken, Goldschmiedekunst und weiteres Kunsthandwerk überliefert. Zu bedeutenden erhaltenen Malereien zählen die Wandgemälde aus der archäologischen Fundstätte Cacaxtla im Bundesstaat Tlaxcala in Mexiko. Die Ursprünge der Sandbilder der Navajo in den heutigen Vereinigten Staaten gehen weit in die Vergangenheit zurück.

#### Vereinigte Staaten und Kanada
Die ersten Zuwanderer aus Europa ignorierten die Kunst der Ureinwohner weitgehend. Die Ureinwohner wurden jedoch Motive der Malerei, so etwa in den Indianer- und Inuit-Porträts von John White (etwa 1540 bis etwa 1593). In Kanada entstand Anfang des 20. Jahrhunderts durch die Group of Seven eine eigene kanadische Malerei, die sich von ihren europäischen Vorbildern löste. Eine wichtige Vertreterin der kanadischen Malerei, die mit der Group of Seven verbunden war, ist Emily Carr.
Die erste bekannte Schule der Malerei auf US-amerikanischen Boden entstand 1820, die Hudson River School, eine Gruppe amerikanische Landschaftsmaler. Erst ab dem 20. Jahrhundert löste sich die Kunst in den Vereinigten Staaten von ihren europäischen Vorbildern. Zu den ersten eigenständigen Kunstrichtungen, die in den USA ihren Ursprung hatten, gehörte der Amerikanische Realismus, zu dessen Vertretern unter anderem Robert Henri, George Bellows, Edward Hopper und Diego Rivera gehören. Als führende Kunstrichtung abgelöst wurde der Amerikanische Realismus in den Vereinigten Staaten in den 1940er und 1950er Jahren durch den Abstrakten Expressionismus, zu deren führenden Persönlichkeiten Jackson Pollock, Willem de Kooning und Mark Rothko zählen. Nennenswert ist ferner die Pop Art, die ihre Anfänge in den 1950er Jahren in Großbritannien hatte, aber ab den 1960er Jahren schufen auch junge amerikanische Künstler Pop-Art-Werke, darunter Andy Warhol und Roy Lichtenstein.
Die heutige amerikanische Malerei lässt sich nicht mehr auf einen Stil oder eine Schule festlegen, denn Kunst des 21. Jahrhunderts ist häufig ein Produkt einer globalisierten Welt.

#### Lateinamerika

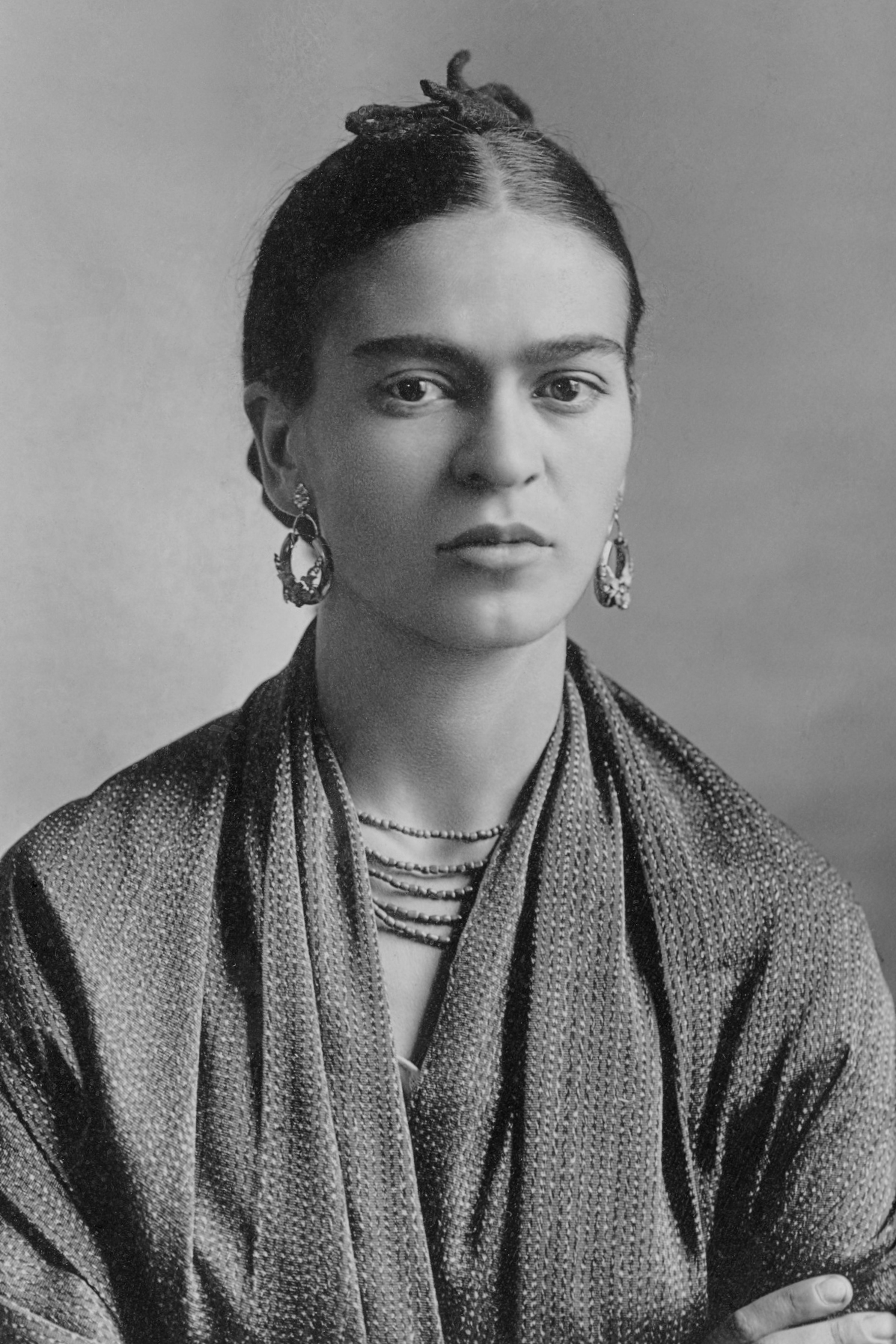
Frida Kahlo 1932

In den 1920er- und 1930er-Jahren entwickelten einige intellektuelle Gruppierungen ein Interesse an den volkstümlichen Wurzeln der lateinamerikanischen Kultur. Neben den europäischen Einflüssen wurden nun auch die afrikanischen und amerikanisch-indianischen Anteile an der Kultur anerkannt. Dies mündete in vielen lateinamerikanischen Ländern in Avantgardebewegungen, die neue und eigene künstlerische Ausdrucksformen entwickelten.
In Mexiko z. B. entwickelte sich der Muralismo, der die Wandmalerei ins Zentrum stellte. Ein wichtiger Vertreter dieser Avantgarde der Maler Diego Rivera. In Brasilien suchte Tarsila do Amaral mit lebendigen Farben sowie der Verwendung von tropischer Fauna und Flora als Motive einen Beitrag zur Entwicklung einer eigenständigen brasilianischen Malerei. In Uruguay führte der Maler Joaquín Torres-García den Modernismus in die Malerei ein, indem er abstrakte Grundformen mit Motiven und Bildern aus präkolumbischer Zeit und aus dem Leben der industrialisierten Gegenwart kombinierte. Ab den späten 1930er Jahren setzten sich Künstler in Lateinamerika vorrangig mit gesellschaftlichen Problemen, auch als Reaktion auf den Spanischen Bürgerkrieg, den Zweiten Weltkrieg und den Kalten Krieg.
Internationale Berühmtheit erlangte die mexikanische Malerin Frida Kahlo, deren Werke Inspirationen aus der alten mexikanischen Kultur mit Einsichten in ihre eigene Gefühlswelt verband. In Kuba kombinierte Wifredo Lam Surrealismus, seine Bewunderung für Pablo Picasso und afrokubanische Religiosität.
Heutige lateinamerikanische Künstler stehen unter anderem vor der Frage, ob sie Kunst für ein heimisches Publikum schaffen oder eher den internationalen Kunstmarkt bedienen.

### Asien
Die Malerei in Asien hat ihre Ursprünge vor über 40.000 Jahren in Höhlen im Maros-Pangkep Karst in Sulawesi, Indonesien. Ein weiteres, bedeutendes Zeugnis der Malereien aus der Frühzeit der Menschheit sind die steinzeitlichen Felsmalereien von Bhimbetka, ein archäologischer Fundplatz im indischen Bundesstaat Madhya Pradesh und UNESCO-Weltkulturerbe. Zu weiteren bedeutenden alten Zeugnissen asiatischer Malerei gehören die Fresken in den Ajanta-Höhlen auf dem indischen Subkontinent von ca. 450–500.
Die indische, chinesische, koreanische und japanische Malerei können auf eine längere, bedeutende Geschichte zurückblicken. In Japan sind vor allem die Tuschmalereien von Weltrang. Gleiches gilt für die Tuschmalerei in China und die chinesische Kalligrafie. Einen Höhepunkt erreichte die chinesische Malerei in der Song-Dynastie. Die indische Malerei erreichte ihren Höhepunkt in der Mogulzeit.
Weitere bedeutende Malstile vom asiatischen Kontinent sind die Mandalas aus der Tradition des Buddhismus, die Seidenmalerei aus Vietnam und die islamische Buchmalerei.

### Afrika

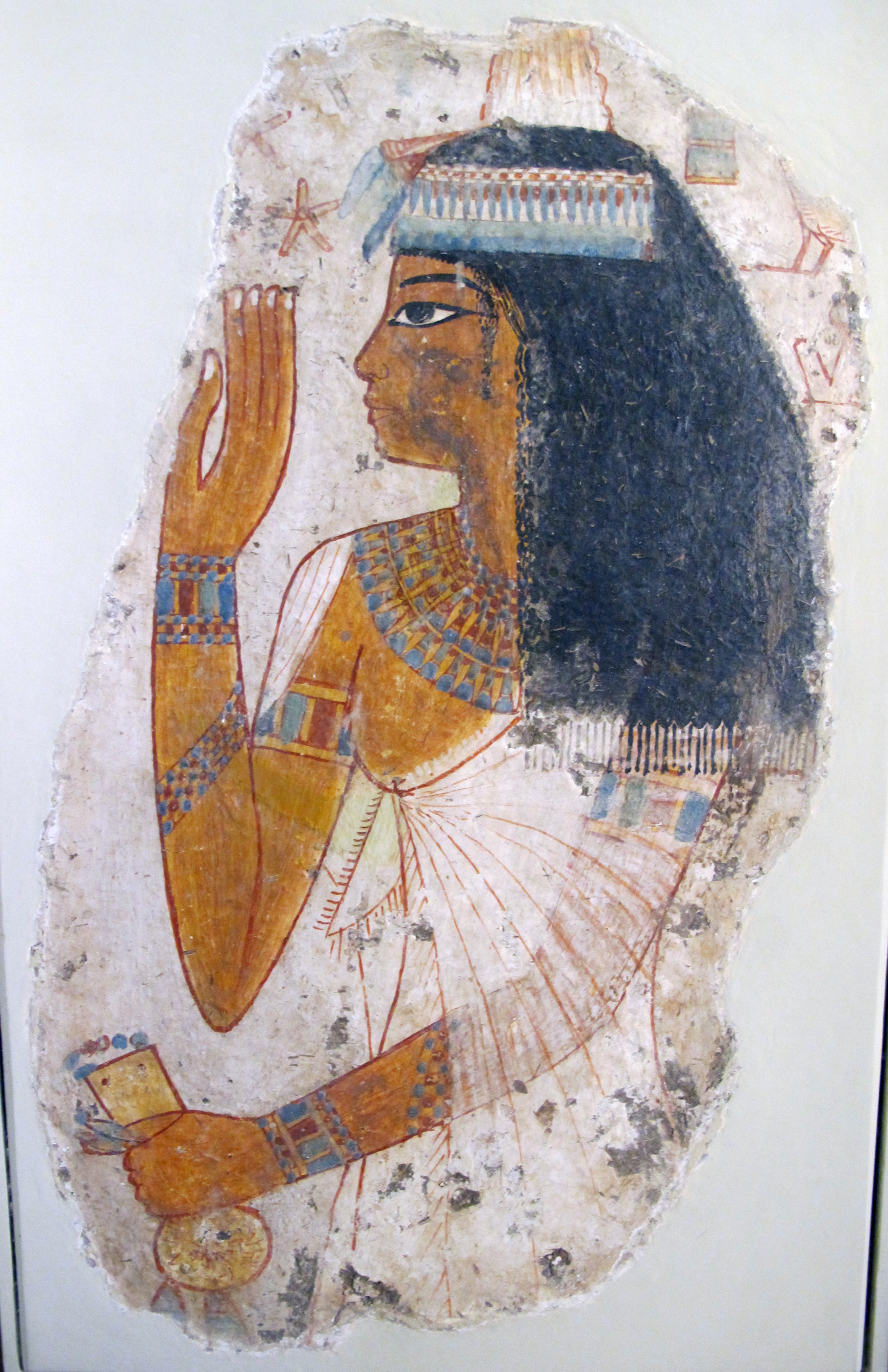
Malerei zur Regierungszeit von Amenhotep III., 1390–1352, Brooklyn Museum

Afrikanische Kunst umfasst die künstlerische Produktion vieler sehr verschiedener Ethnien auf dem afrikanischen Kontinent. Häufig wird eine Unterscheidung zwischen der Kunst Subsahara-Afrikas und der Kunst der berberisch und arabisch beeinflussten Staaten im Norden Afrikas gemacht.
In der traditionellen afrikanischen Kunst der Subsahara ist die Malerei unterrepräsentiert, da viele Ethnien traditionell eher Skulpturen, Metallguss, Schnitzarbeiten, Webarbeiten, Schmuck und Tonwaren herstellten. Aufgrund der klimatischen Gegebenheiten und aufgrund der Tatsache, dass viele Kunstgegenstände aus Holz und anderen Naturmaterialien hergestellt wurden, sind relativ wenige historische Objekte der traditionellen afrikanischen Kunst überliefert. Anders stellt sich die Situation im nördlichen Afrika dar. So ist die Malerei Teil der altägyptischen Kunst, die eine jahrtausendalte Tradition hat. Byzantinisch beeinflusst ist die Malerei im christlichen Nubien, die ab dem 18. Jahrhundert belegt ist.
Verschiedene Faktoren trugen zur Entstehung einer modernen Malerei in Afrika bei: Zum einen wurden noch zur Kolonialzeit Künstlerwerkstätten durch Europäer in Kolonialverwaltung, Bildung oder Mission eingerichtet, zum anderen entstanden Kunstschulen und Akademien, die jedoch dem Modell westlicher Kunsterziehung verpflichtet waren und die zunächst keine eigenständige afrikanische Kunst hervorbrachten. Ein weiterer, wesentlicher Faktor für die Entstehung moderner afrikanischer Kunst war eine Generation autodidaktisch arbeitender Künstler ab dem Anfang des 20. Jahrhunderts, die moderne Arbeitsweisen verwandten.
Der Durchbruch für moderne afrikanische Kunst erfolgte in den späten 1940er und 1950er Jahren, als afrikanische Künstler wie Ben Enwonwu (Nigeria), Ibrahim e-Salahi (Sudan), Farid Belkahia (Marokko) oder Papa Ibra Tall (Senegal) sich etablierten. Sie lösten sich aus den engen akademischen Vorgaben und erarbeiteten die Grundlagen für moderne Kunstbewegung in Afrika. Werke moderner afrikanischer Künstler reichen von der Umsetzung tradierter Motiven und Techniken über das Aufgreifen westlicher Stile und Trends bis zu einer Kombination westlicher und traditioneller Arbeitsweisen.
Zeitgenössische Künstler aus afrikanischen Ländern erhalten heutzutage mehr Aufmerksamkeit: So sind Kunstmessen in Afrika wie die Biennalen in Kairo, Johannesburg oder Dakar zu international beachteten Ereignissen der Kunstwelt geworden. Die Globalisierung ermöglicht ferner, dass afrikanische Künstler sich leichter mit neuesten Trends in der Kunstszene auseinandersetzen können oder an diesen mitarbeiten. Auch das Interesse der Forschung und der Museen an zeitgenössischer afrikanischer Kunst ist in Europa stark gestiegen.

### Australien und Neuseeland

#### Australien

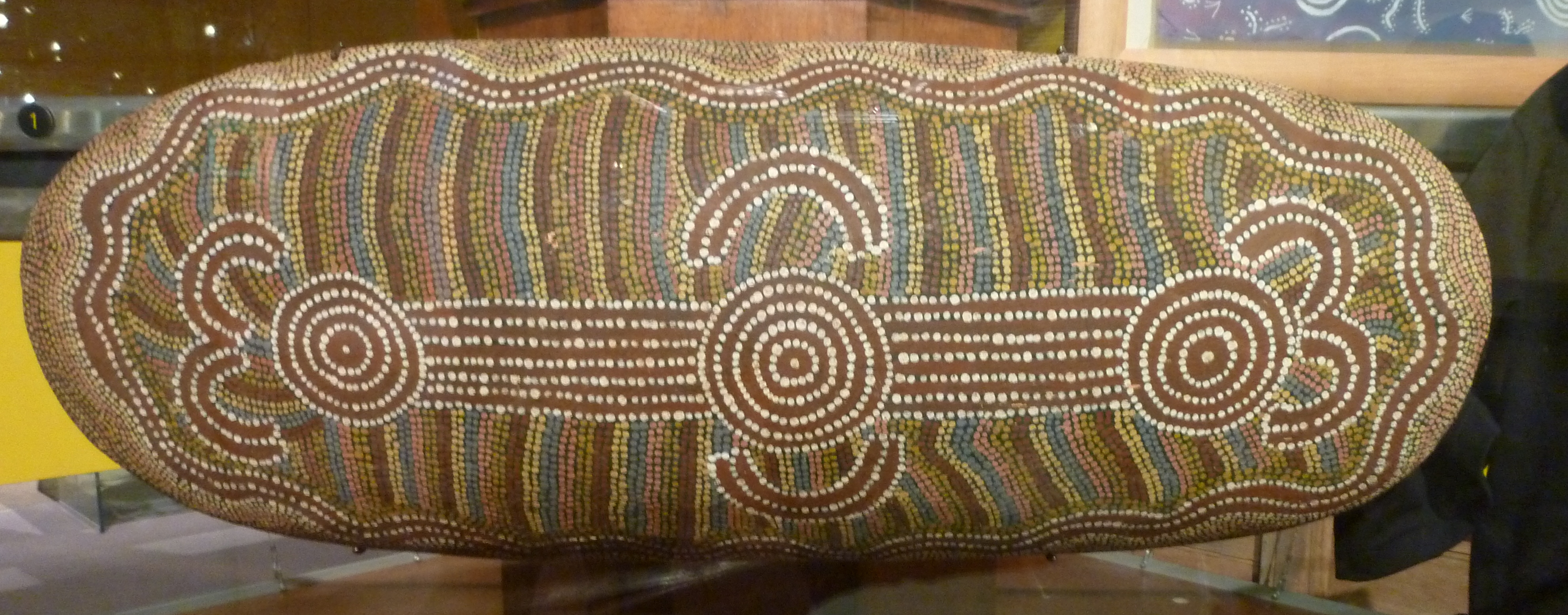
Coolamon mit Dot-Painting

Die Kunst der Aborigines kann auf eine mehrere tausend Jahre alte Tradition zurückblicken, von Felsmalereien bis zu heutiger Kunst. Bedeutende traditionelle Maltechniken und -stile sind die Körpermalerei, mit der Aborigines ihre Körper mit traditionellen Mustern z. B. für Zeremonien und Tänze bedecken, Baumrinden-Malerei und Sandmalerei.
Bedeutende Preise auf internationalen Kunstmärkten erzielen die Baumrinden-Malereien der Aborigines. Diese Malereien werden auf dem geglätteten Inneren von Baumrinde aufgetragen, die von Eukalyptus-Bäumen stammen. Aus den Wüstenregionen Australiens stammen die Ursprünge der Sandmalerei. Heutige Maler greifen auch auf Leinwand und Farbe zurück, so etwa im Dot-Painting, und ersetzen die vergänglichen Sandmalereien damit durch eine dauerhafte Form.
Die ersten Gemälde europäischer Siedler orientierten sich an europäischen Vorbildern, verwendeten meist Tiere oder Aborigines als Motive. Mit der Aneignung des französischen Impressionismus durch die Heidelberger Schule in Melbourne gegen Ende des 19. Jahrhunderts gelang australischer Kunst europäischer Siedler erstmals internationale Anerkennung.

#### Neuseeland
In der voreuropäischen Zeit bestand das Malhandwerk vor allem aus dem kunstvollen Verzieren von Holzgegenständen wie Paddeln oder Kanus, der Bemalung von Monumenten und den Dachbalken der Versammlungshäusern der Maori sowie das kunstvolle Bemalen von Steinen und Steinfelsen in Höhlen oder Grotten.
Mit dem Eintreffen der Europäer wird die Malerei als Kunst und Kunsthandwerk zunehmend europäisch beeinflusst. Es gibt nur wenige Beispiele und Zeugnisse der traditionellen Malerei der maorischen Urbevölkerung. Man vermutet, dass die Malerei nicht den gleichen Stellenwert in der Māori-Kultur besaß wie zum Beispiel die Schnitzereikunst, das Herstellen von Skulpturen oder Tā moko, die Kunst des Tätowierens.
Die Malerei der europäischen Siedler in Neuseeland wurde im 19. und 20. Jahrhundert durch einen konservativen englischen Stil dominiert. Viele Maler konzentrierten sich auf Landschaftsdarstellungen, aber einige Maler gewannen ihren Lebensunterhalt auch die Porträtierung von Māori. Zwischen 1900 und 1930 reisten viele der ambitioniertesten Maler Neuseelands nach Europa, um dort die modernen Kunstrichtungen zu studieren. Die Künstlerin Francis Hodges ist eine der erfolgreichsten neuseeländischen Malerinnen dieser Zeit. Ab den 1930er und 1940er Jahren kann man von einer eigenständigen neuseeländischen Malerei sprechen, die vor allem lokale Themen und Landschaften verarbeitete.
Durch eine größere Mobilität und leichteren Zugang zu Kunstmagazinen, Büchern und Wanderausstellungen moderner Kunst hatten die Neuseeländer nach dem Zweiten Weltkrieg zunehmend besseren Zugang zu Kunst der Avantgarde. Dadurch erreichten neuere Kunstrichtungen wie Expressionismus, Kubismus oder Abstraktion verspätet auch Neuseeland und wurden dort auch spät akzeptiert. Heute ist neuseeländische Kunst durch die Globalisierung Teil der internationalen Kunst, die sich z. T. wenig von der in New York oder London produzierten Kunst unterscheidet.
In den 1960er und 1970er Jahren erlebte die Māori-Community ein kulturelles und nationalistisches Revival. Als Konsequenz produzierten jüngere Māori-Künstler Werke, die eine Synthese traditioneller Kunst und europäischer Techniken darstellt. So flossen in die Malerei einerseits symbolische Musterungen und geometrische Designs aus der Māori-Tradition ein, andererseits Materialien und Techniken aus der westlichen Kunst. Mit der Ausstellung Te Maori im Metropolitan Museum of Art in New York 1984 erreichte Māori-Kunst und Kultur auch in Neuseeland eine größere Anerkennung.

### Internationale Tendenzen seit der zweiten Hälfte des 20. Jahrhunderts
In der bipolaren Welt des Kalten Krieges schlug auch die Kunst und mit ihr die Malerei zwei Wege ein. In der sowjetischen Einflusssphäre wurde sie vornehmlich zu staatstragender Propaganda verpflichtet (u. a. Sozialistischer Realismus). Bekannte Maler im Sozialismus waren Willi Sitte, Bernhard Heisig, Werner Tübke. Die westliche Welt spielte dagegen bis in die achtziger Jahre hinein die Gedanken der Moderne weiter. Es fand eine stetige Erweiterung des Kunstbegriffes statt (Konzeptkunst, Fluxus, Happening). Die klassischen Kategorien, von Malerei, Bildhauerei, Graphik verloren immer mehr an Gewicht.
Die fünfziger Jahre waren geprägt von größtenteils abstrakt expressiven oder konstruktiven Tendenzen, die unter den Begriffen Informel, Tachismus, amerikanischer „abstrakter Expressionismus“ und Konkrete Kunst zusammengefasst werden können, in denen die Malerei noch eine wesentliche Rolle spielt. Mit der wirtschaftlichen Konsolidierung der westlichen Hemisphäre und ihrem kulturellen Zentrum New York spaltete sich die Kunstwelt ab den sechziger Jahren in einen formalistischen Zweig, Minimal Art und letztendlich Konzeptkunst auf der einen Seite, in die Pop Art auf der anderen Seite auf. Letztere bezieht sich auf die bunte Werbe- und Mediensprache und baut somit auch auf das gemalte und repräsentative Bild.
(u. a. Andy Warhol, Robert Rauschenberg, Roy Lichtenstein, in Deutschland als „kapitalistischer Realismus“ mit Gerhard Richter, Sigmar Polke).
In frühen Versuchen, schon in den dreißiger Jahren und aktiv seit 1955 begann Edmund Kesting mit chemischer Malerei, wie er diese Technik nannte, zu experimentieren. Mit Masken und Schablonen belichtete Kesting, ohne Verwendung einer Kamera, ausschließlich durch Auftragen von chemischen Fotoprodukten, wie Entwickler oder Fixierer, schwarzweißes Fotopapier.
Parallel zu dieser Entwicklung wird später, in der Mitte des letzten Jahrhunderts, die Schnittstelle zwischen den zu diesem Zeitpunkt noch weitestgehend getrennten Medien Malerei und Fotografie kunsthistorisch relevant durch Arbeiten der Fotokünstler Pierre Cordier (1956) Chemigramm, Paolo Monti (1970) (Chimigramm) und Josef H. Neumann (1974) Chemogramm geschlossen. Die Chemogramme von Josef H. Neumann weisen in der Besonderheit, im Gegensatz zur kameralosen chemischen Malerei, erstmals die Trennung von malerischem Grund und fotografischer Schicht auf. Neumann vereint 1974, durch parallele Verwendung einer Kamera innerhalb seiner Chemogramme, gleichzeitig die Medien Malerei und reale fotografische Perspektive.

Chemogramme und Chimigramme
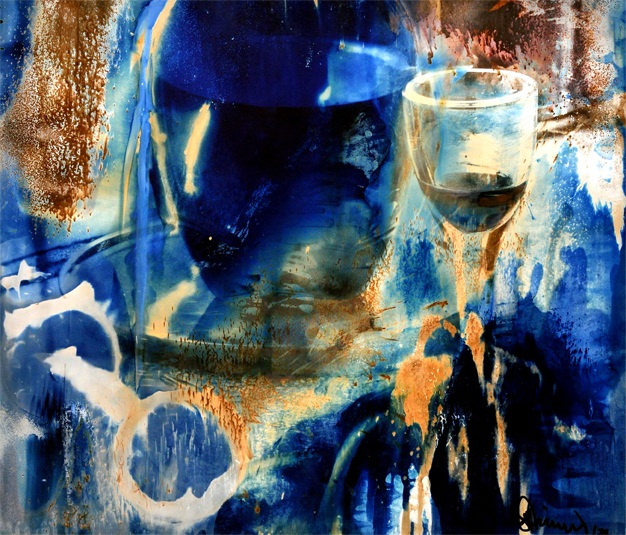
Josef H. Neumann: Chemogramm,Gustav I (1976)
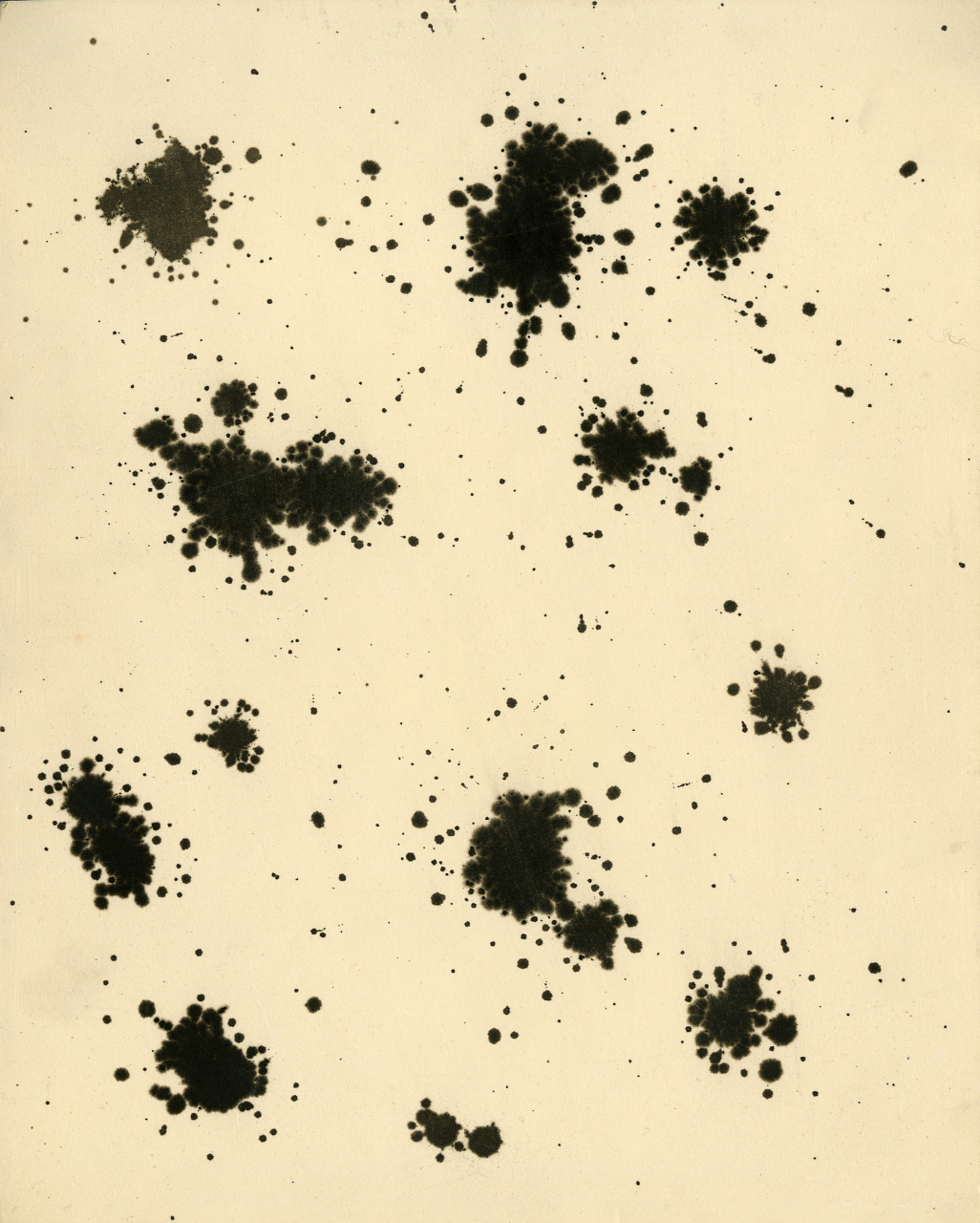
Paolo Monti: Chimigramm, Serie fotografica, 1970

Der schnelle Wechsel der verschiedensten Stile (Action Painting, Op-Art, Fotorealismus, Hard Edge und andere; siehe auch Stilrichtungen in der Malerei) fand in den achtziger Jahren mit dem Einläuten der Postmoderne ein Ende, zugleich sorgten die „Neuen Wilden“ (unter anderem Jörg Immendorff, Walter Dahn, Kurt Schulzke, Albert Oehlen, Markus Oehlen, Salomé; Georg Baselitz, A.R. Penck und Markus Lüpertz entstammen einer älteren Generationen, gewannen aber in jener Zeit sehr an Gewicht) und die „Transavantgarde“ (darunter Sandro Chia, Enzo Cucchi, Francesco Clemente) für eine Renaissance des expressiven gemalten Bildes.
Die Auseinandersetzung mit den neuen digitalen Medien prägten die Tendenzen der neunziger Jahre, während der Fall der Berliner Mauer, 1989, auch international den Boden für junge Maler und Malerinnen bereitete, die ihre Ausbildung an Hochschulen von Leipzig, Berlin und Dresden erfahren hatten und später ab der Jahrtausendwende zum Teil unter dem Begriff der „Neuen Leipziger Schule“ zusammengefasst wurden (insbesondere Neo Rauch). Das erste Jahrzehnt des 21. Jahrhunderts beschäftigte sich malerisch vornehmlich mit einer teils mythologisierenden Aufarbeitung des vergangenen Jahrhunderts (z. B. Jonathan Meese oder Andy Hope 1930). Das gemalte Bild wurde immer mehr zu einem Stilmittel unter vielen, um die Aussage des Künstlers zu transportieren. Hier zählte auch keine Diskussion mehr, sei sie nun figurativ, expressiv, oder konstruktiv. Weitere bedeutende Maler nach 1945 waren Frank Stella, Barnett Newman, Jasper Johns, Asger Jorn, Martin Kippenberger, Jackson Pollock, Günther Förg, Wolf Vostell, Imi Knoebel und Anselm Kiefer.
Aus soziologischer Sicht gehört die breite Masse an Malern besonders oft zu den Working Poor, das heißt zu den Personen, die trotz Arbeit in Armut leben.

## Basiselemente von Gemälden
Die Basiselemente von Gemälden sind die Intensität, die Farbe und der Farbton und der Rhythmus. Bei Gemälden der zeitgenössischen Kunst werden zusätzlich nicht-traditionelle Basiselemente beschrieben. Die Intensität eines Gemäldes wird durch Schattierung, Kontrastierung und den Einsatz von benachbarten Elementen mit unterschiedlichen Farbintensitäten definiert. Das Nebeneinanderstellen von Bildelementen mit der gleichen Farbintensität kann nur symbolische Differenzierung hervorrufen. Die Wahrnehmung der Farbe und des Farbtons ist subjektiv, kann aber kulturell unterschiedliche psychologische Effekte hervorrufen. So wird die Farbe Schwarz im Westen eher mit Trauer in Verbindung gebracht, während die Farbe der Trauer im Osten weiß ist. Es gibt zahlreiche Theorien der Farbenlehre von bekannten Künstlern, Wissenschaftlern und Autoren wie Goethe, Kandinsky und Newton. Der Rhythmus ist im Bild abstrakt definiert als eine Pause innerhalb einer Sequenz und beschreibt die Verteilung von Formen, Farben und Schattierungen. Die nicht-traditionellen Basiselemente wurden durch moderne Künstler eingeführt und umfassen Techniken, die durch die traditionellen Basiselemente nicht erfasst werden. Dies sind z. B. Collagen oder der Einsatz von Materialien wie Sand, Stroh oder Holz für die Verleihung von Texturen.

## Schutzpatron
Der Evangelist Lukas ist der Schutzpatron der Kunstmaler.

### Allgemeines
- Wendy Beckett: Die Geschichte der Malerei. 8 Jahrhunderte in 455 Meisterwerken. Verlag K. Müller, Köln 2004, ISBN 3-89893-387-3.
- Ernst Gombrich: Die Geschichte der Kunst. Phaidon, Berlin, ISBN 978-0-7148-9137-8.
- Egon von Vietinghoff: Handbuch zur Technik der Malerei. DuMont, Köln 1983, ISBN 3-7701-1519-8.
- Geschichte der Malerei: Epochen, Stile, Künstler, Meisterwerke, Dorling Kindersley, 2015, ISBN 978-3-8310-2825-2

### Altertum
- Hugo Blümner: Technologie und Terminologie der Gewerbe und Künste bei Griechen und Römern. Olms, Hildesheim 1995, ISBN 3-487-02384-9 (4 Bde., Repr. d. Ausg. Leipzig 1884), siehe Bd. 3, S. 159–187.
- Vinzenz Brinkmann (Hrsg.): Bunte Götter. Die Farbigkeit antiker Skulptur. Staatliche Antikensammlungen und Glyptothek, München 2003, ISBN 3-933200-08-3. (Ausstellungskatalog)
- Vinzenz Brinkmann: Die Polychromie der archaischen und frühklassischen Skulptur. Biering & Brinkmann, München 2003, ISBN 3-930609-19-3.
- Valentina Manzelli: La policromia nella statuaria greca arcaica. L’Erma, Rom 1994, ISBN 88-7062-854-X.
- Harald Mielsch: Römische Wandmalerei. Theiss, Stuttgart 2001, ISBN 3-8062-1632-0.
- Ingeborg Scheibler: Griechische Malerei der Antike. Beck, München 1994, ISBN 3-406-38492-7.
- Monika Trümper: Griechische Malerei. In: Tonio Hölscher: Klassische Archäologie. Grundwissen. Theiss, Stuttgart 2002, ISBN 3-8062-1653-3, S. 277–292.
- Annegret Laabs, Uwe Gellner (Hrsg.): Heute: Malerei. JOVIS Verlag, Berlin 2012, ISBN 978-3-86859-247-4.
- Werner Hirschfeld: Die Geschichte der römischen Fassadenmalerei im 16. und 17. Jahrhundert. Europäischer Hochschulverlag, Bremen 2011, ISBN 978-3-86741-642-9.